# Automobile compacte

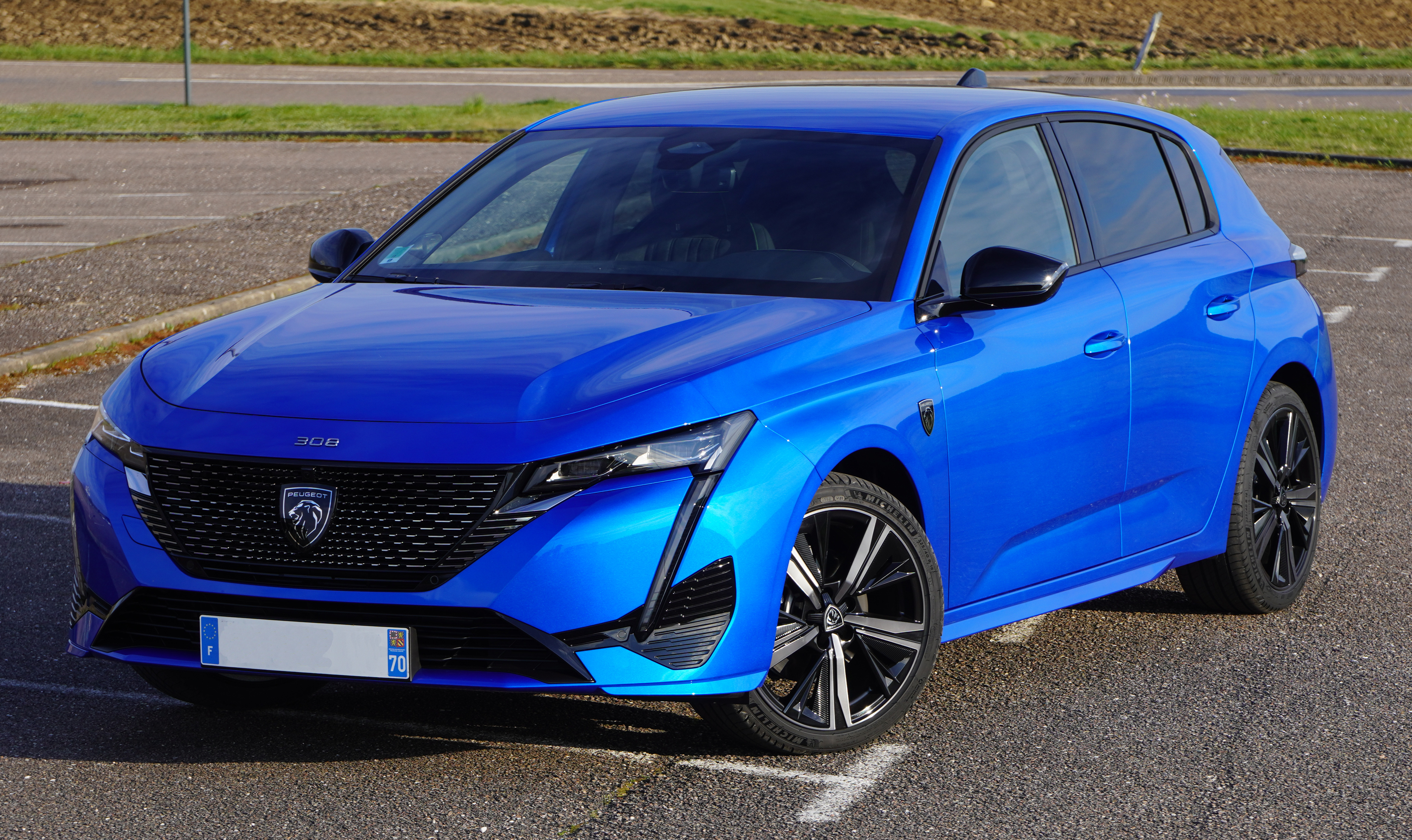
Peugeot 308 III, élue voiture de l'année en Europe 2021

Une automobile compacte est une automobile familiale de taille moyenne, correspondant au segment C. Elles se situent entre les citadines polyvalentes et les familiales routières. Ce sont les petites berlines, qui cherchent un compromis en matière de dimension pour être adaptées, dans la mesure du possible, à tous les types de circulation, en visant une clientèle plus familiale que le segment B (on les appelle parfois « familiales compactes »). En Europe, leur taille varie en moyenne de 4,20 m à 4,50 m. On considère en Amérique du Nord que le volume intérieur des compactes est entre 2 830 L et 3 115 L.

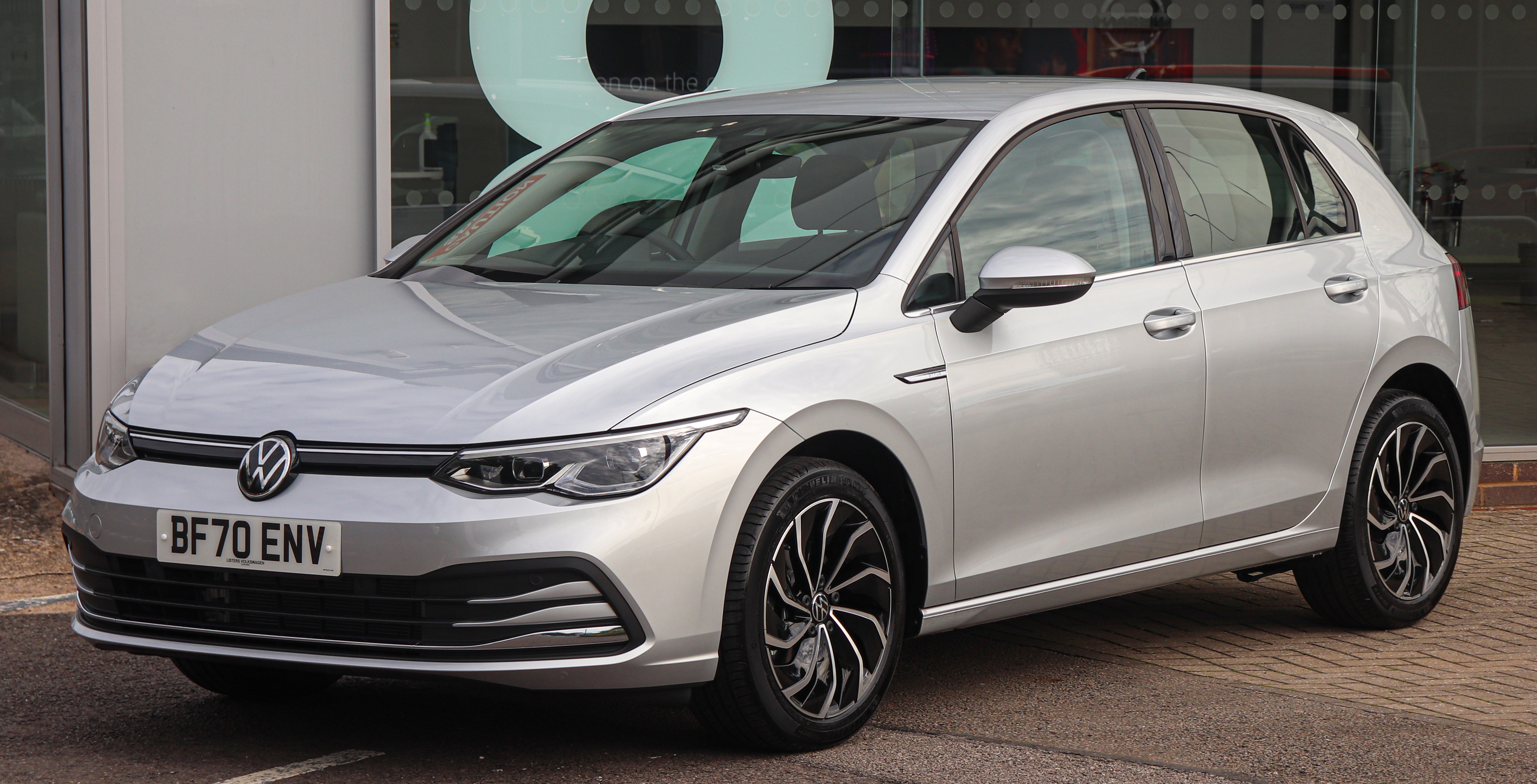
Volkswagen Golf VIII (2019), automobile compacte la plus vendue en Europe.

L'appellation est née aux États-Unis pour mentionner des voitures plus petites que les familiales de taille moyenne (mid-size cars). En Europe cette appellation se justifie par la prédominance de modèles à deux volumes et hayon.

## Types de véhicule
Les compactes sont principalement des voitures bicorps à hayon.
Notamment pour les pays émergents, des voitures tricorps dérivées sont proposées à des prix plus attractifs que les routières. On peut citer les Citroën C-Élysée, Fiat Marea, Kia Forte, Peugeot 301, Renault Logan, Škoda Octavia, etc.
Avec leur empattement augmenté, les Citroën C4L, Peugeot 408 ou Renault Fluence entrent dans le segment D.
Sur les mêmes plateformes, les constructeurs proposent :
- des véhicules disposant d'une hauteur accrue et d'un aménagement modulable, les monospaces compacts, déclinés parfois en versions compactes à 5 places et en versions longues offrant potentiellement 7 places : Citroën C4 Picasso, Opel Zafira, Renault Scenic, Volkswagen Touran…
- d'autres privilégiant un style baroudeur et une garde au sol accrue, les crossovers compacts : Citroën C4 Cactus, Nissan Qashqai, Peugeot 3008 et son système 4x4 électrique HYbrid4, Volkswagen Tiguan…

## Quelques modèles actuels

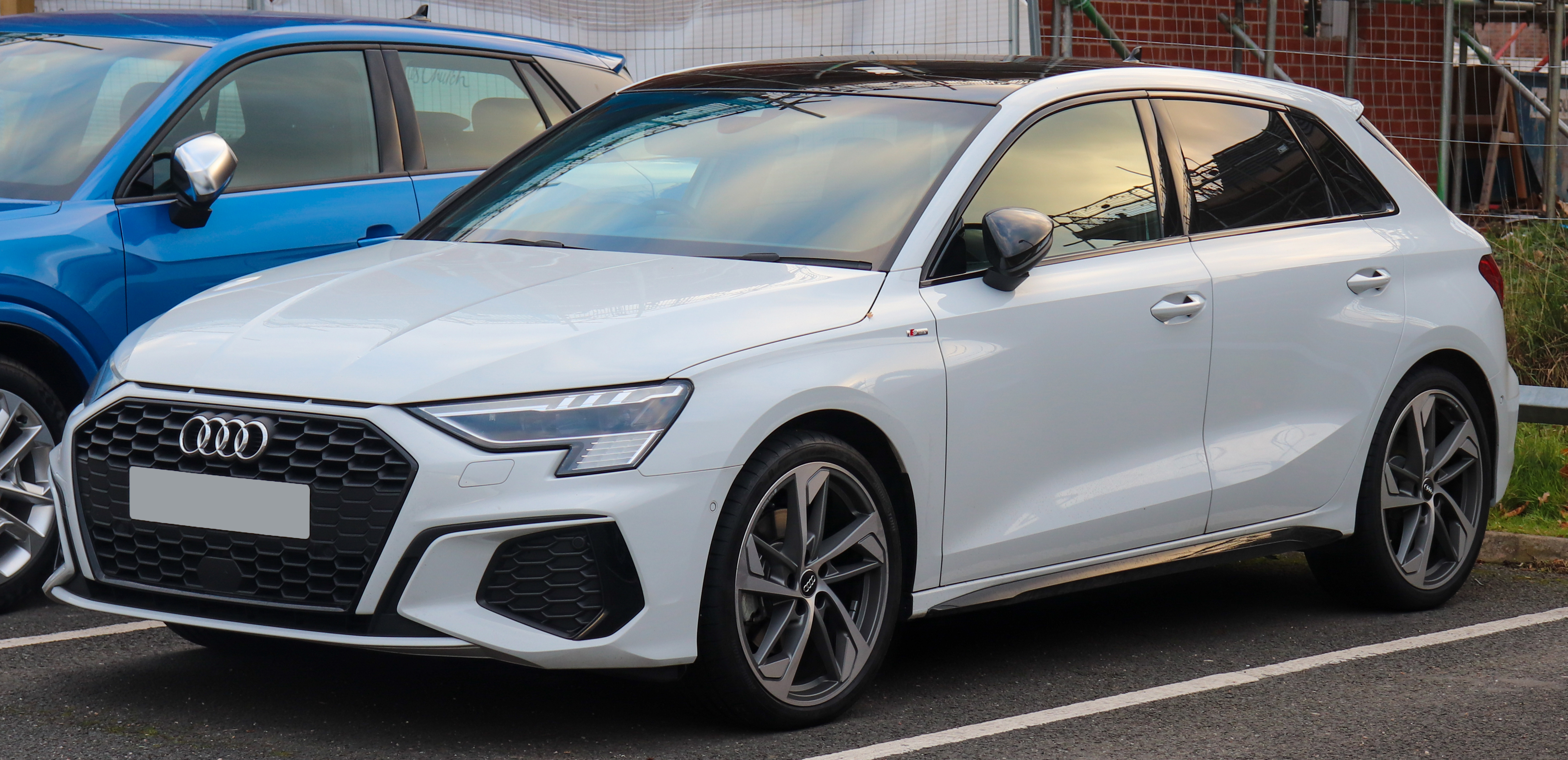
Audi A3
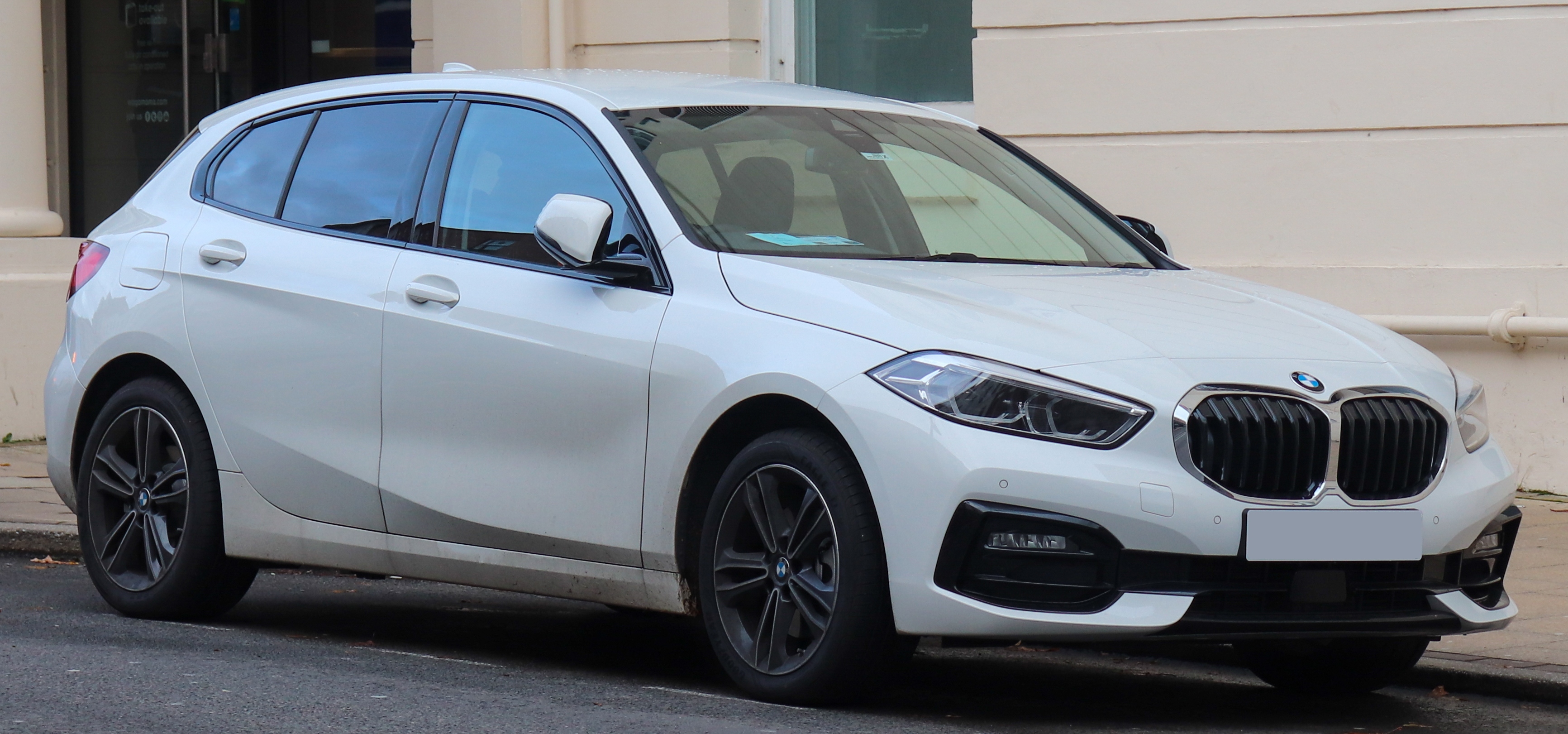
BMW Série 1
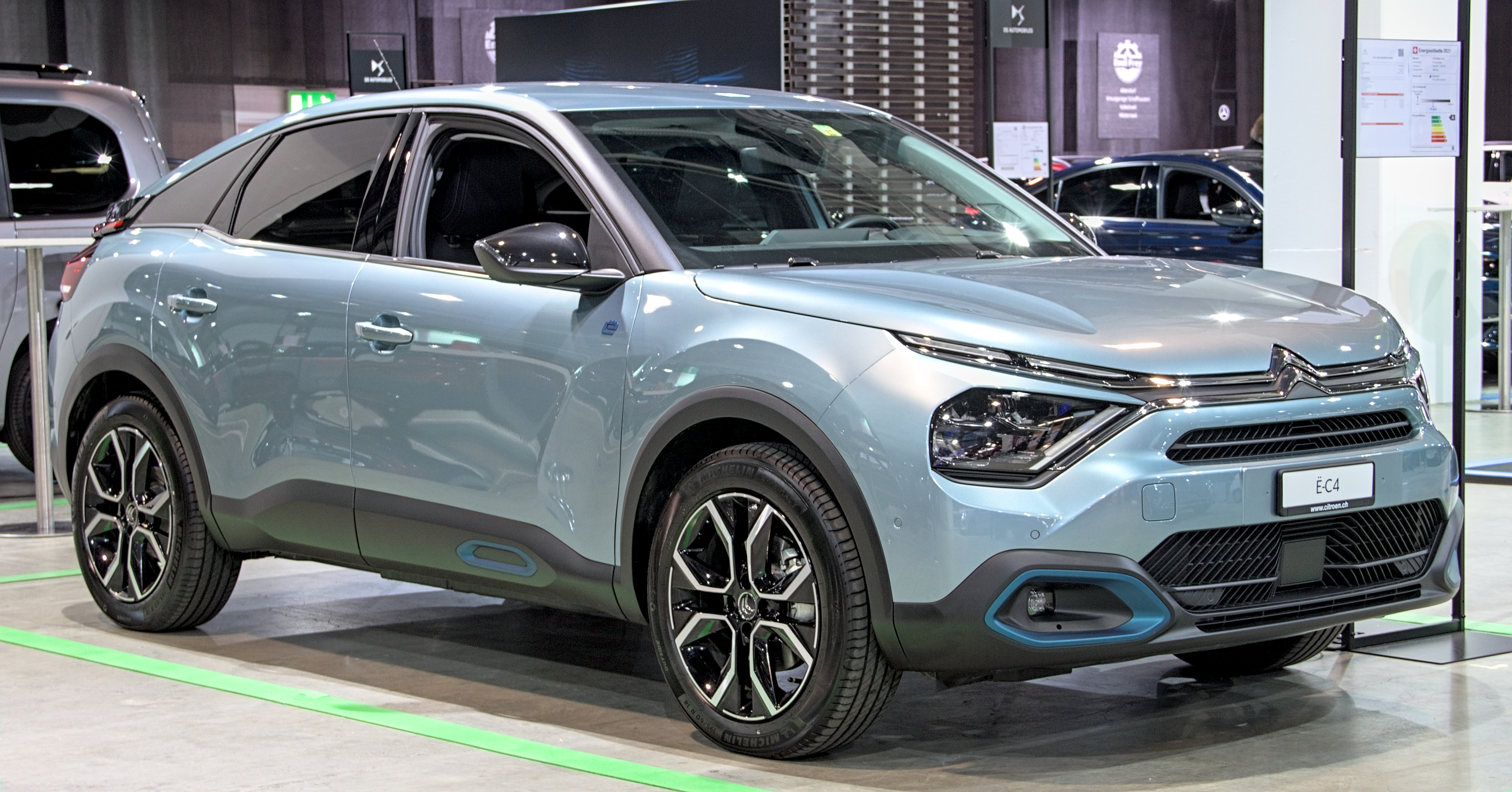
Citroën ë-C4 (également disponible en thermique C4)
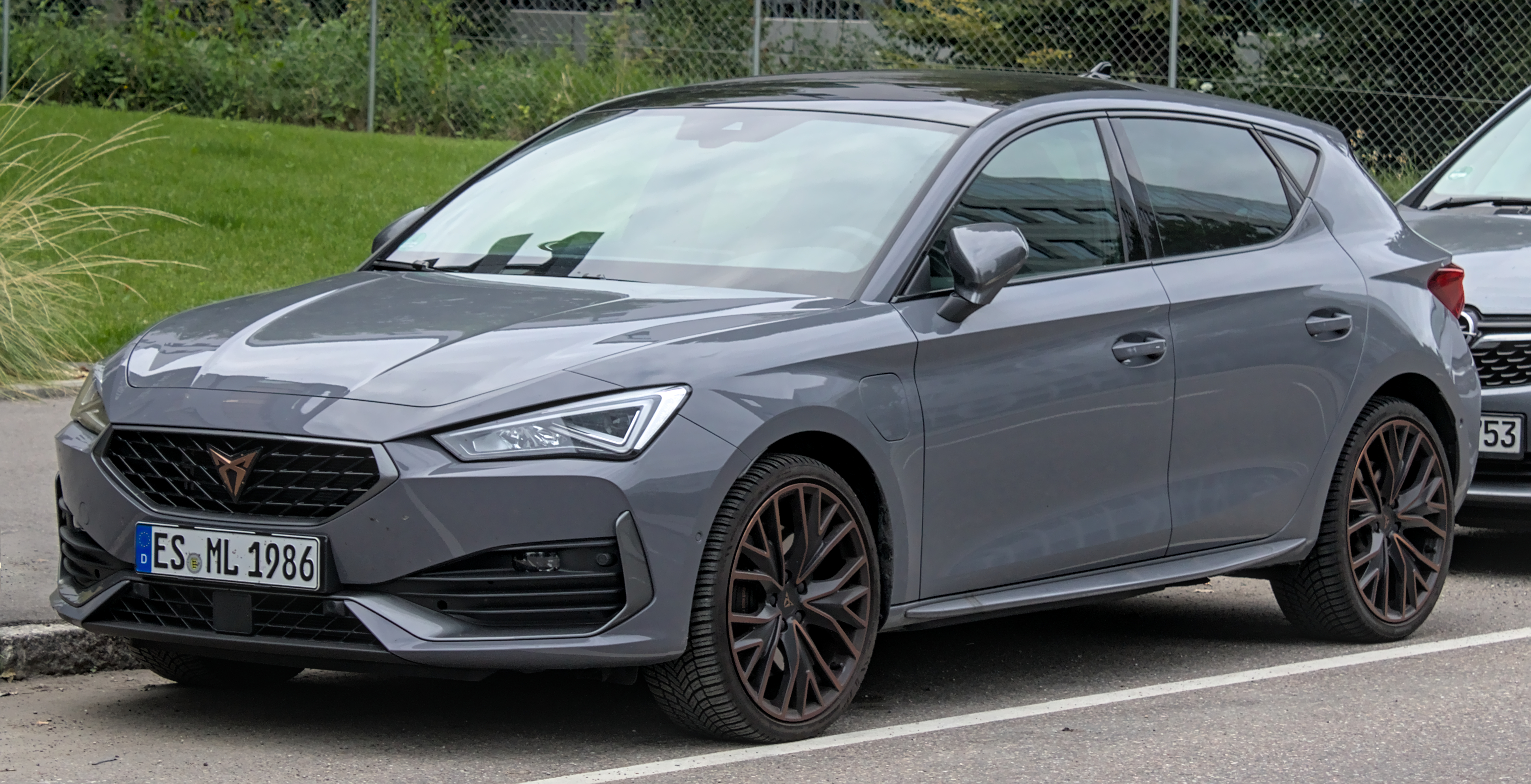
Cupra León
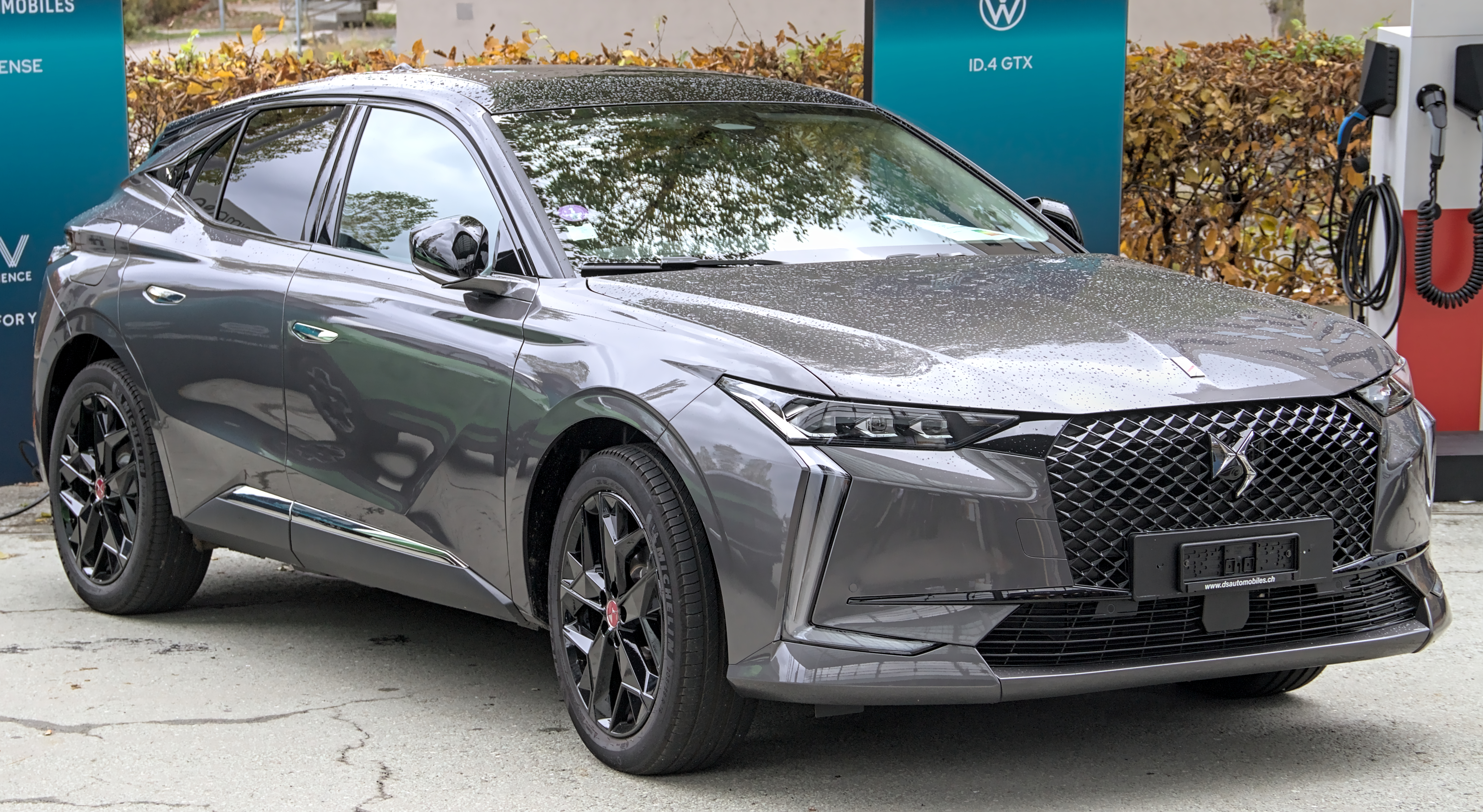
DS 4
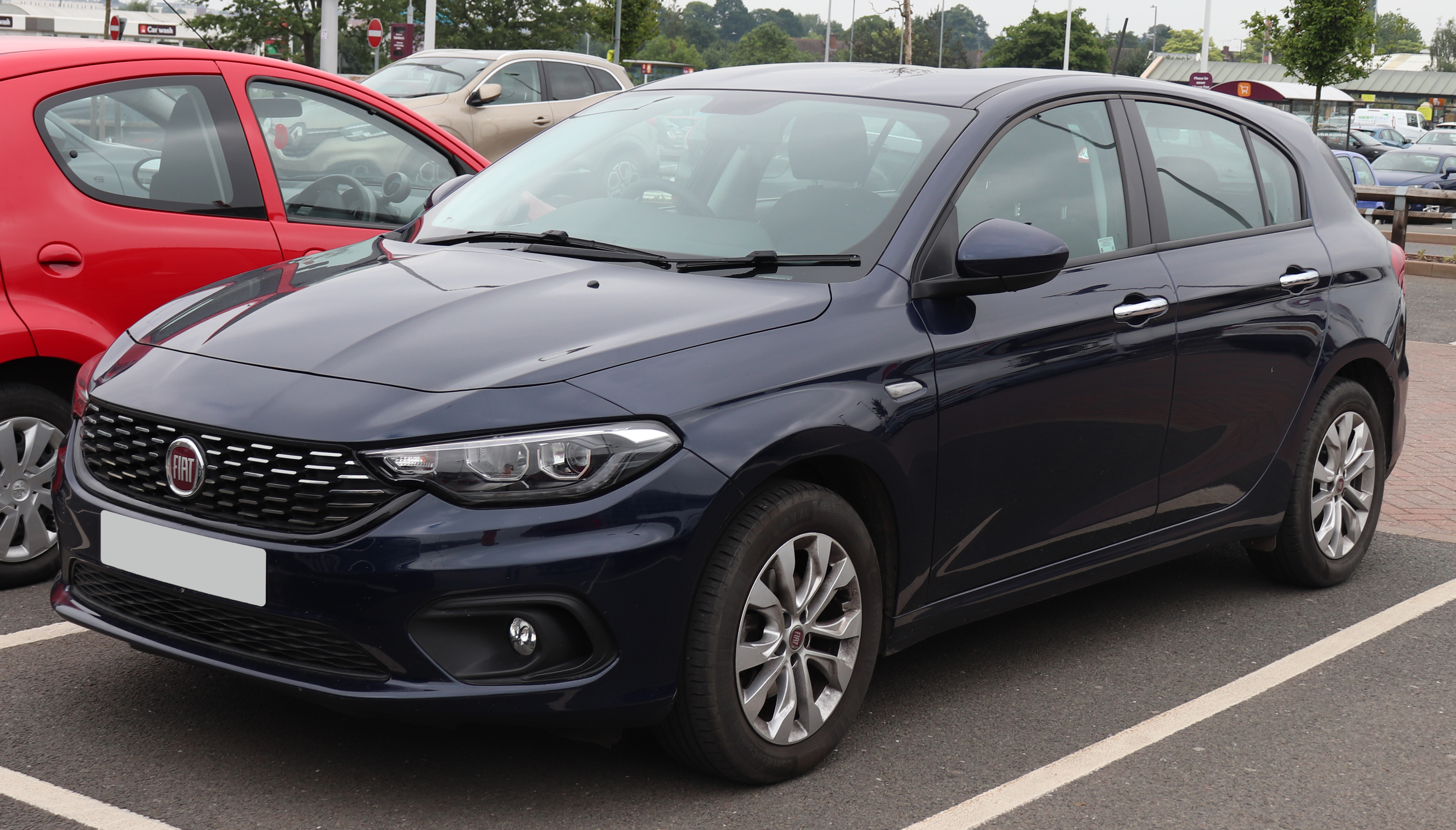
Fiat Tipo
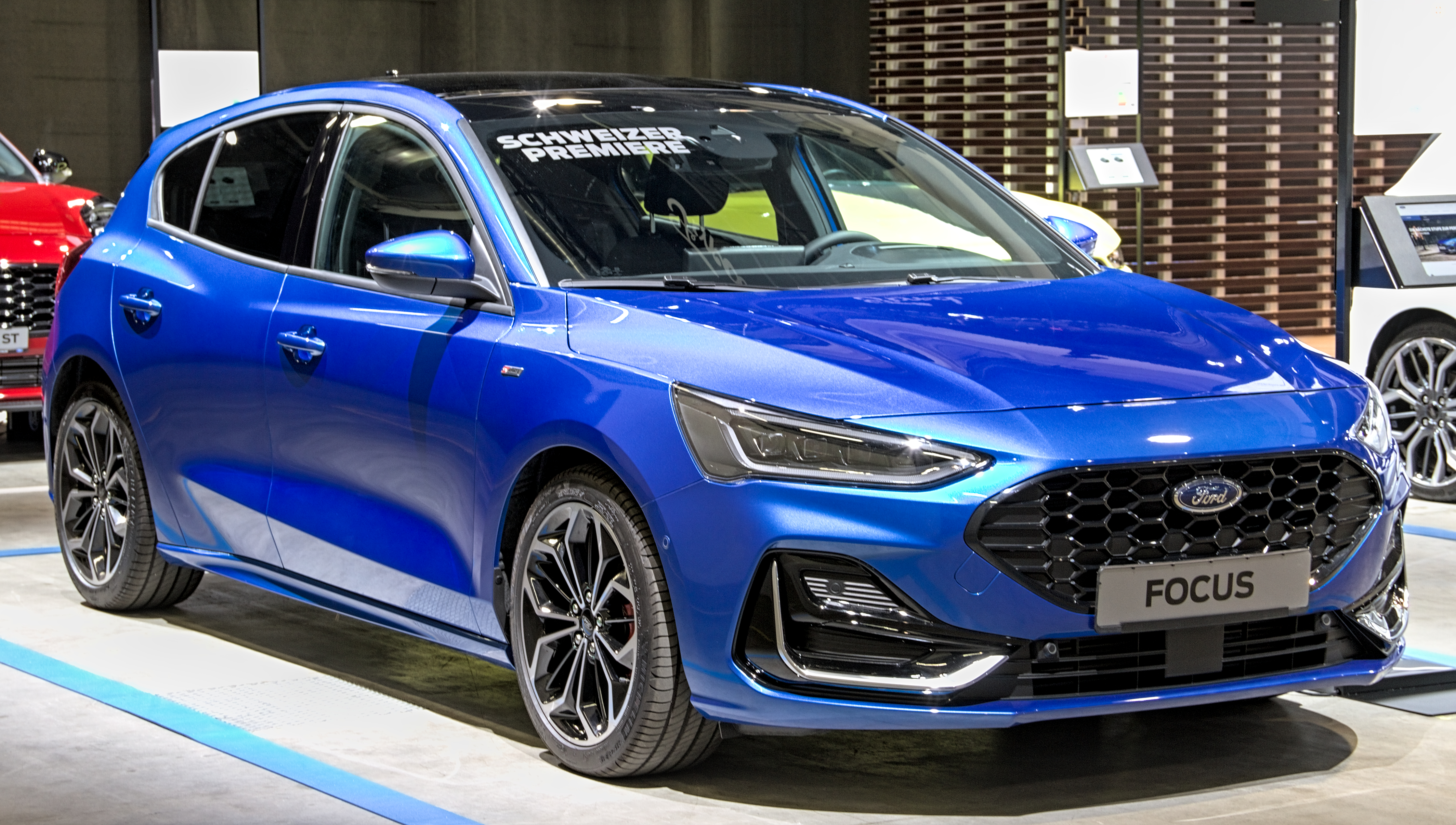
Ford Focus
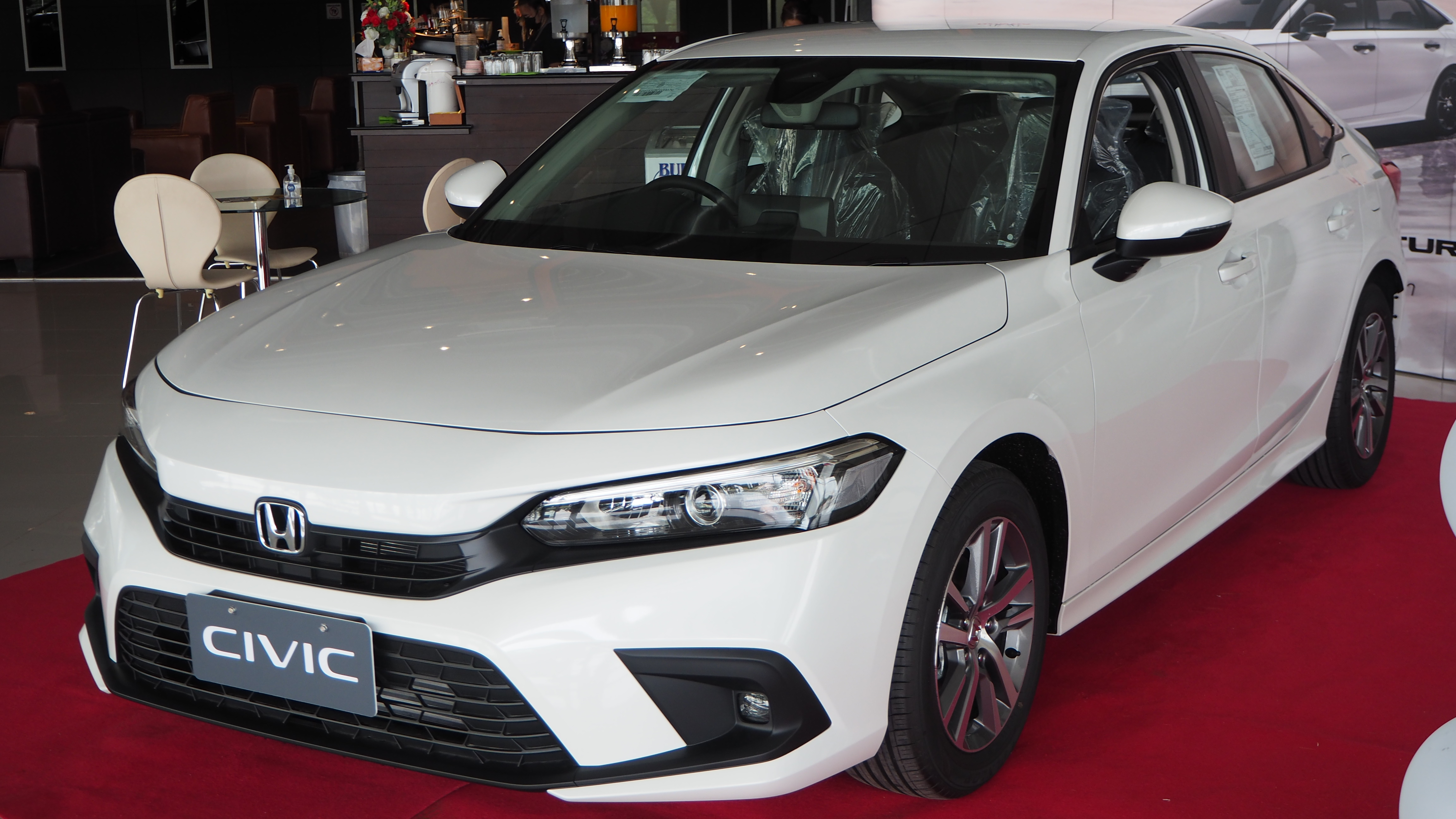
Honda Civic
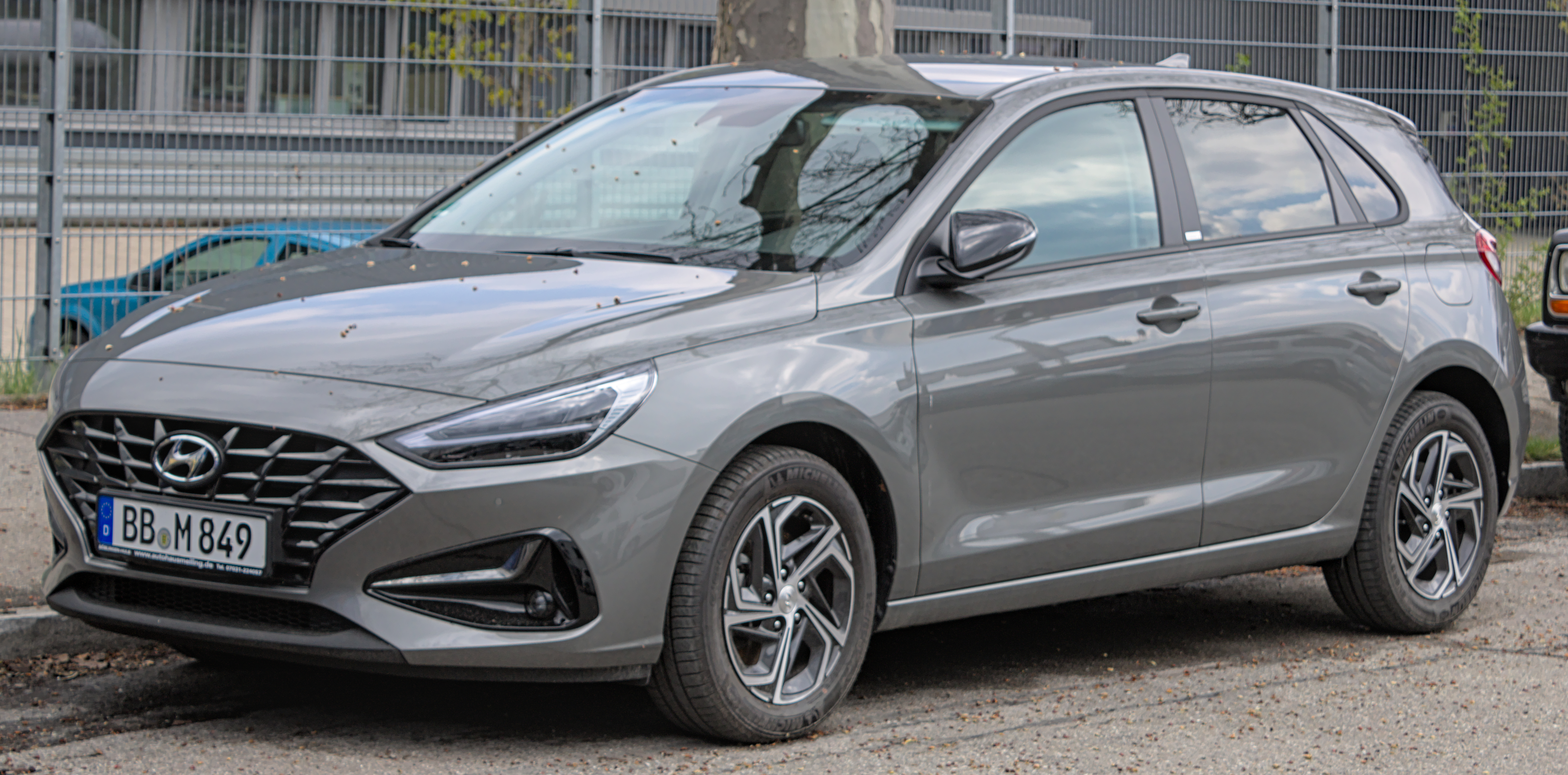
Hyundai i30
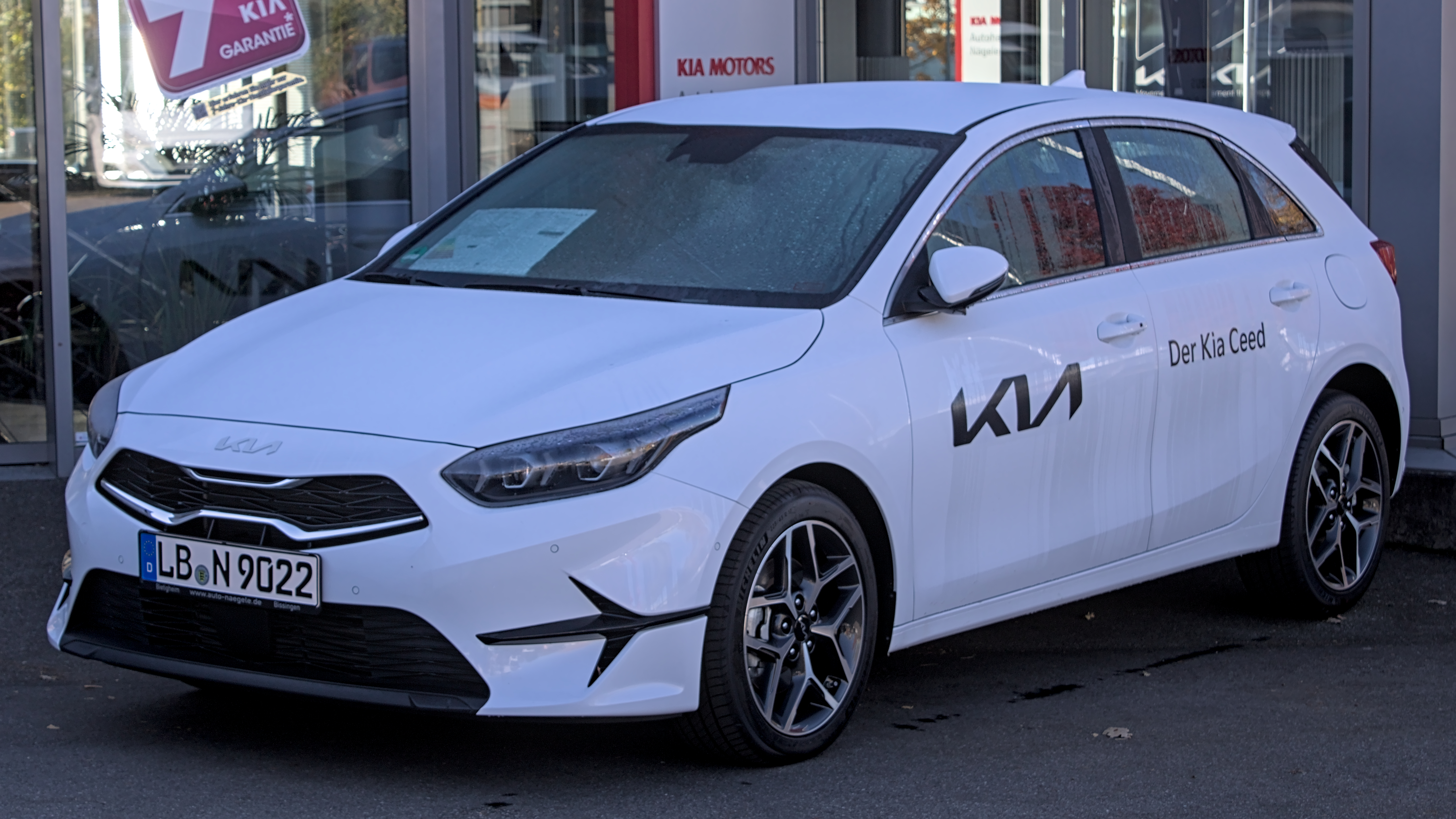
Kia Ceed (anciennement Cee'd)
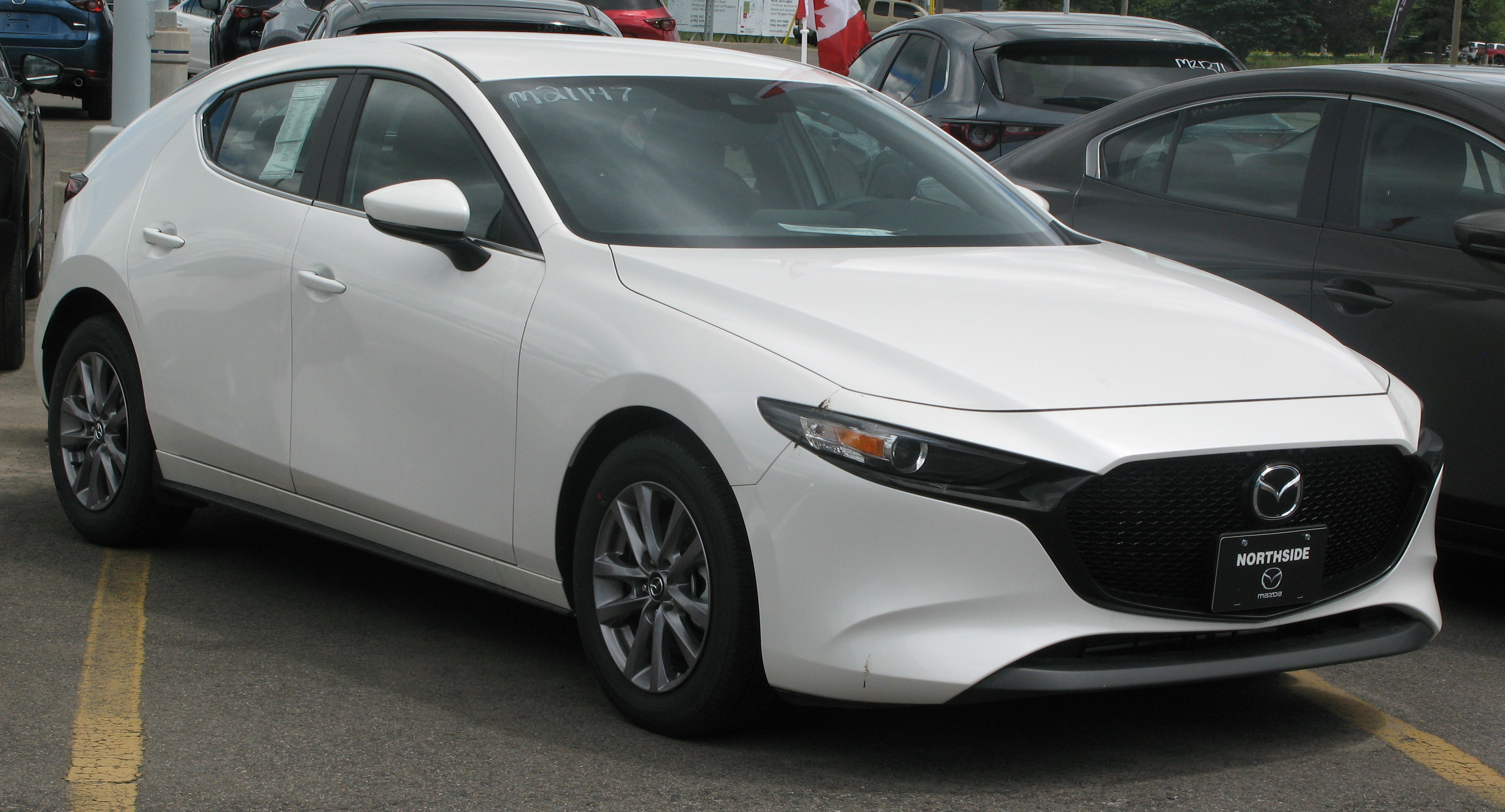
Mazda 3
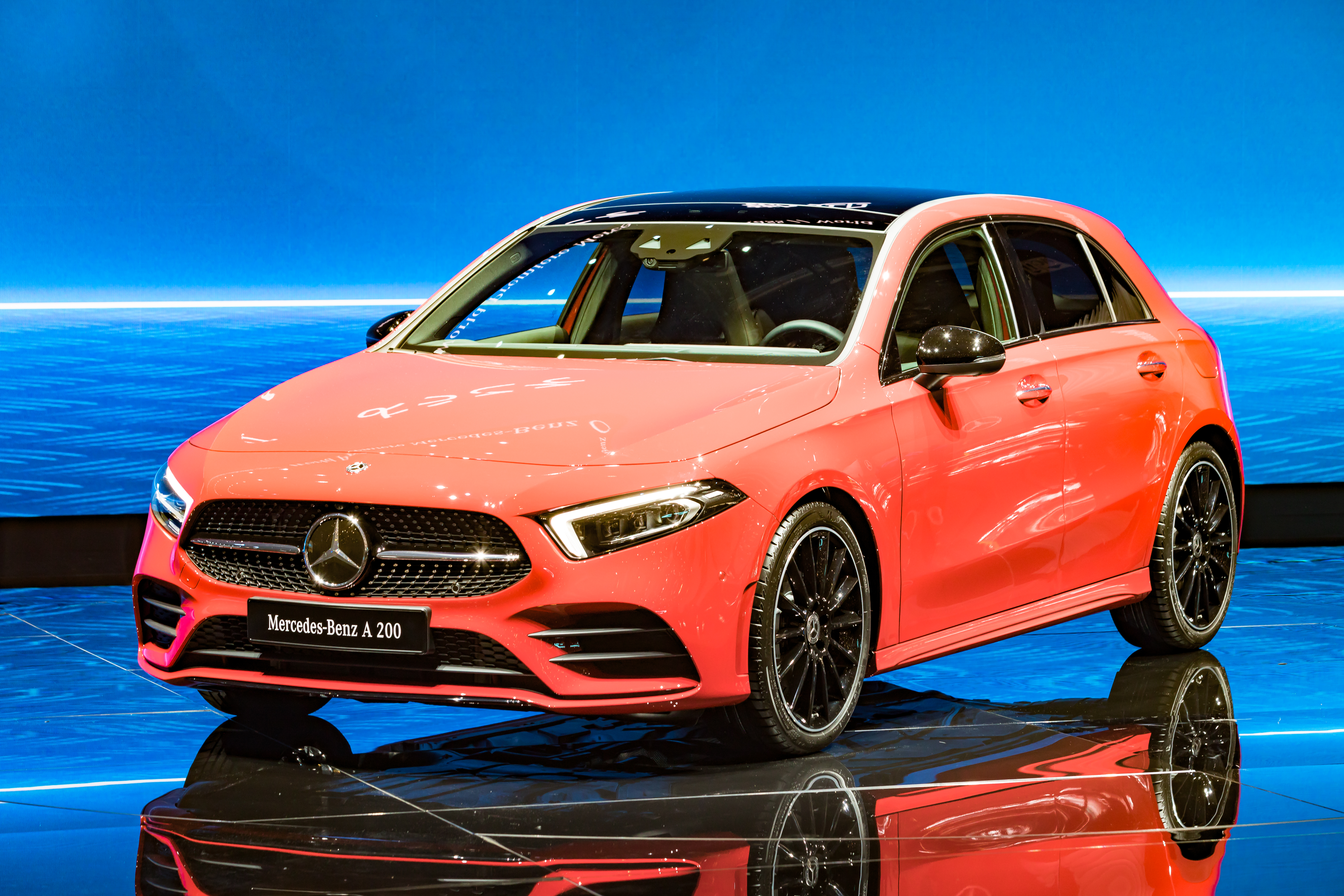
Mercedes-Benz Classe A
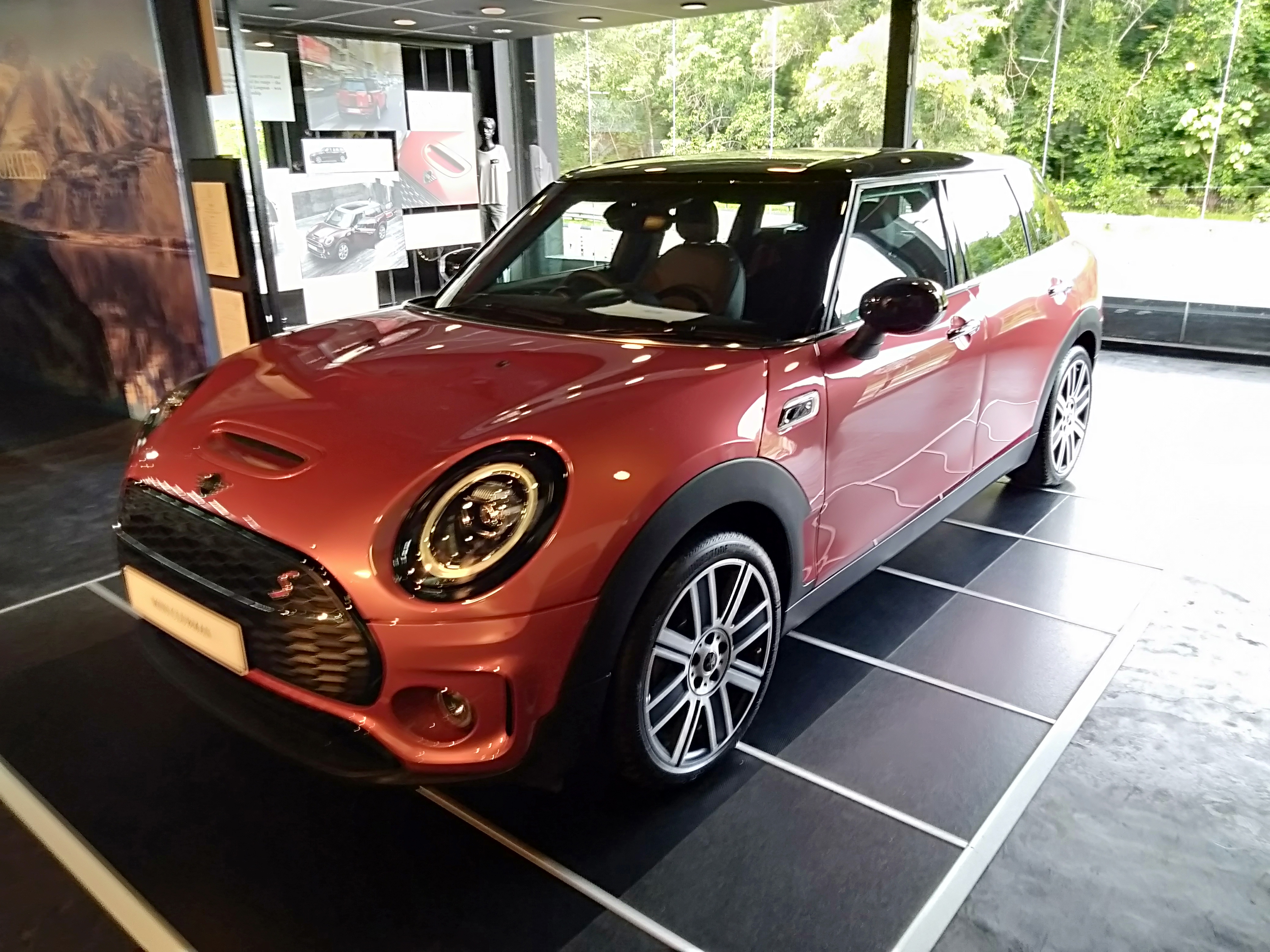
Mini Clubman
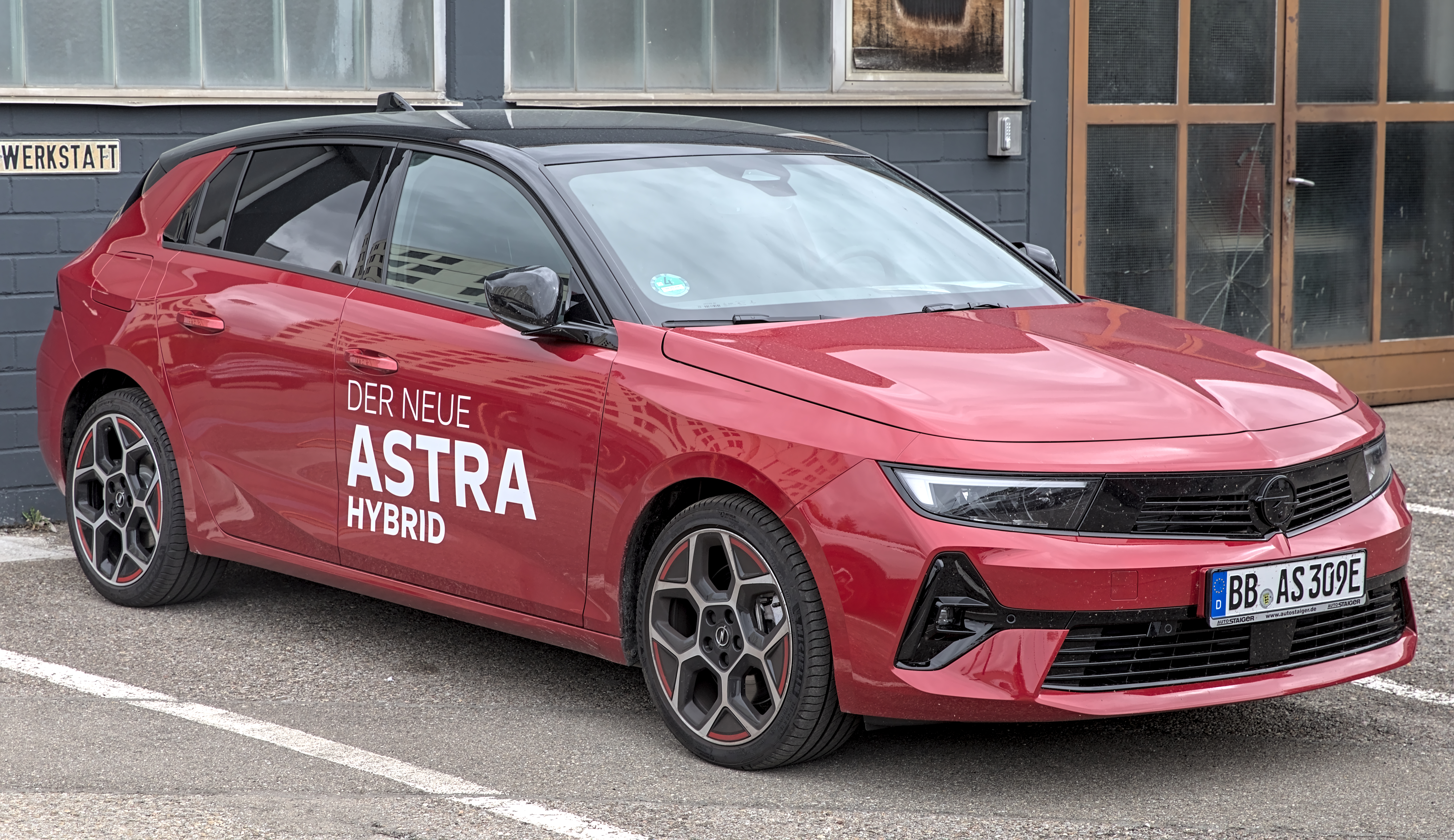
Opel Astra
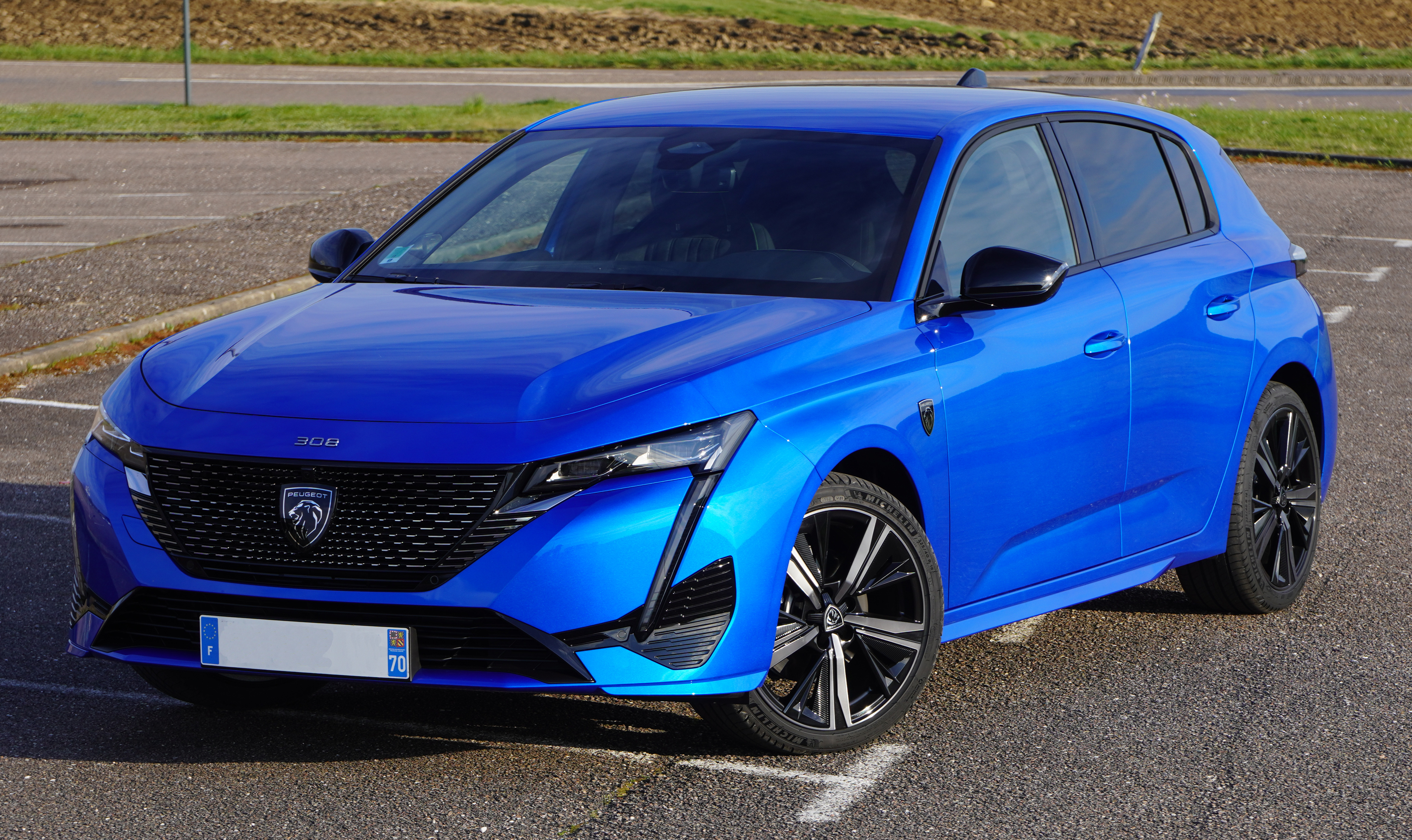
Peugeot 308
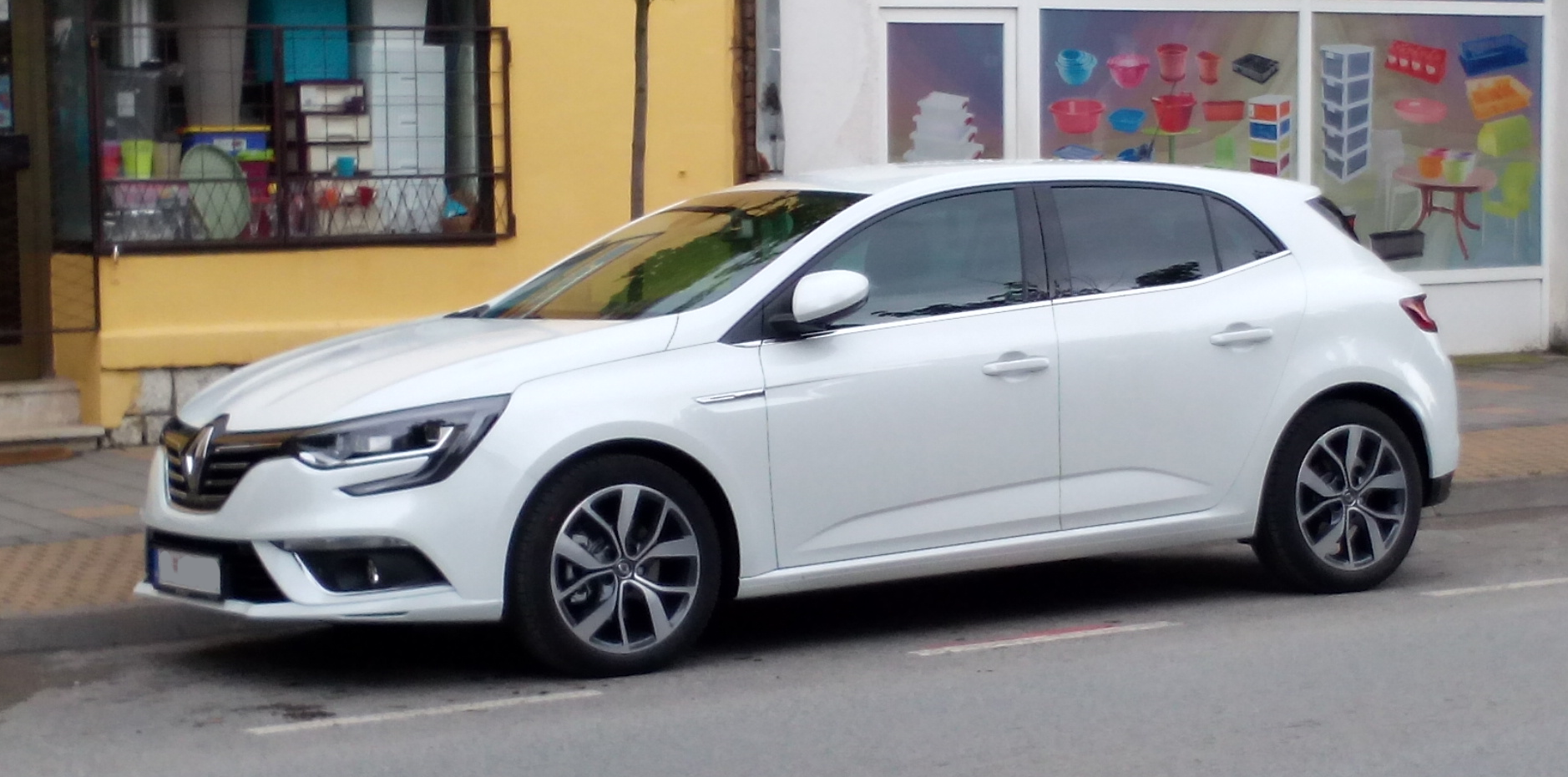
Renault Mégane thermique
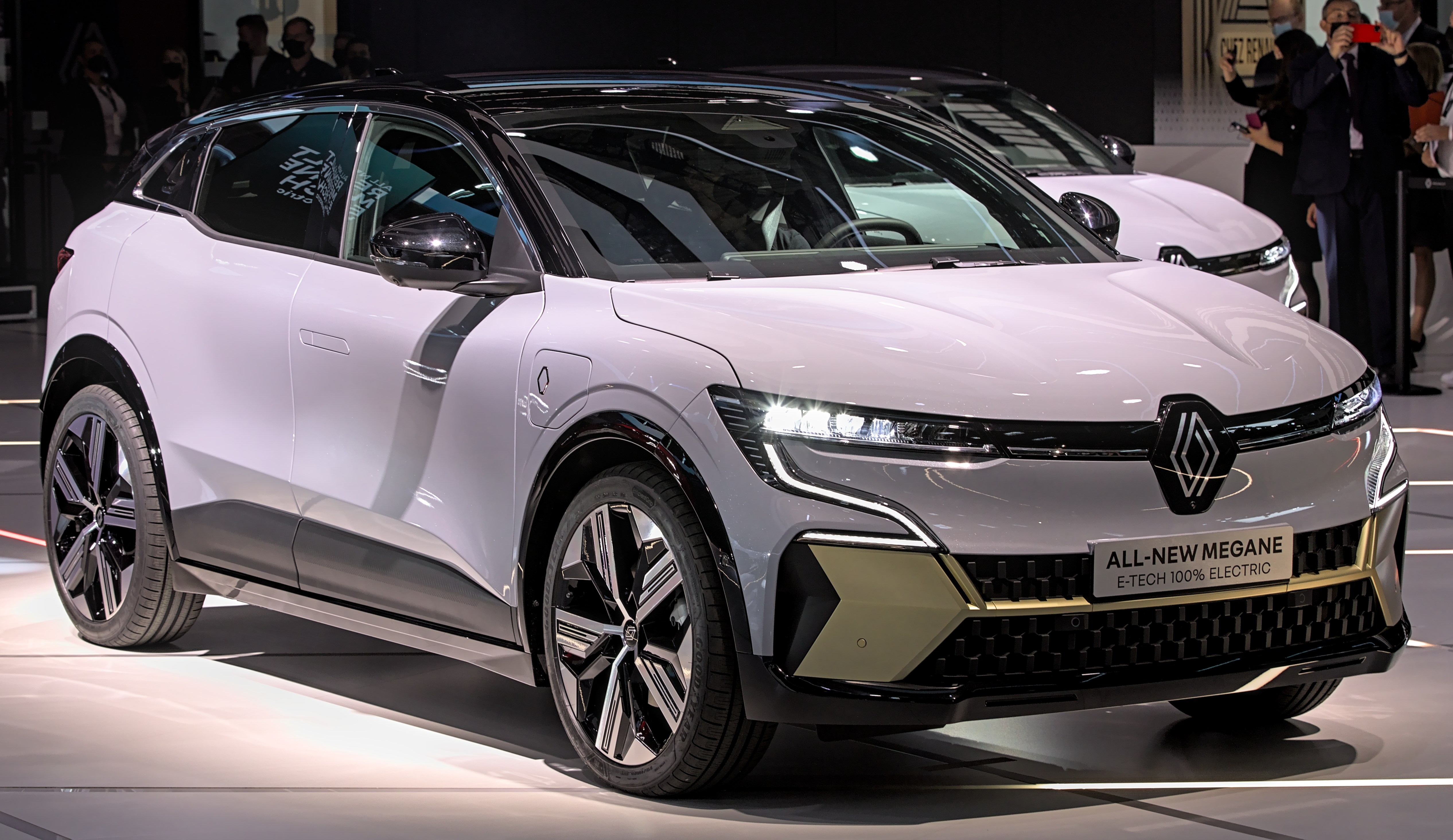
Renault Mégane E-tech Electric
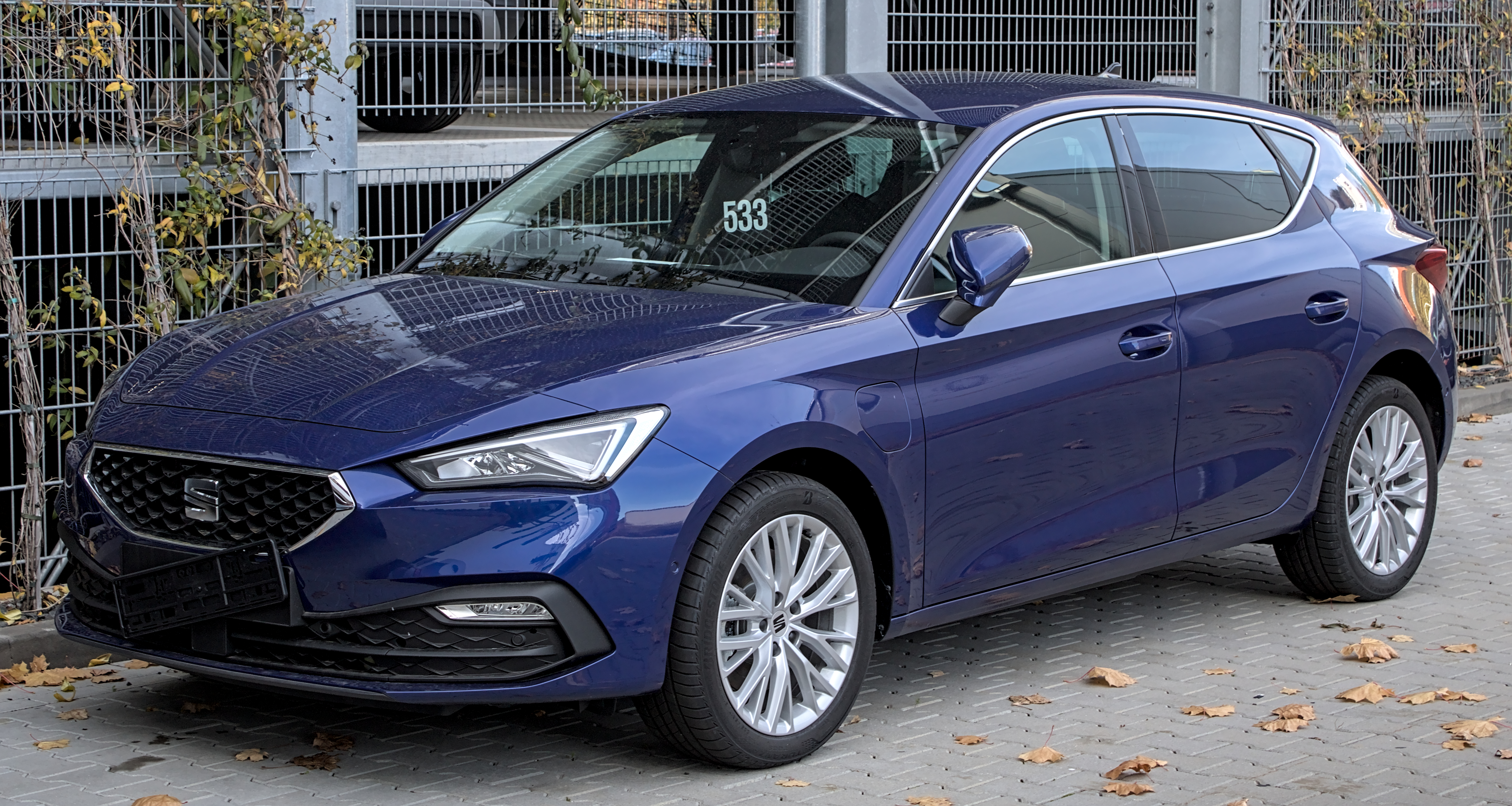
Seat León
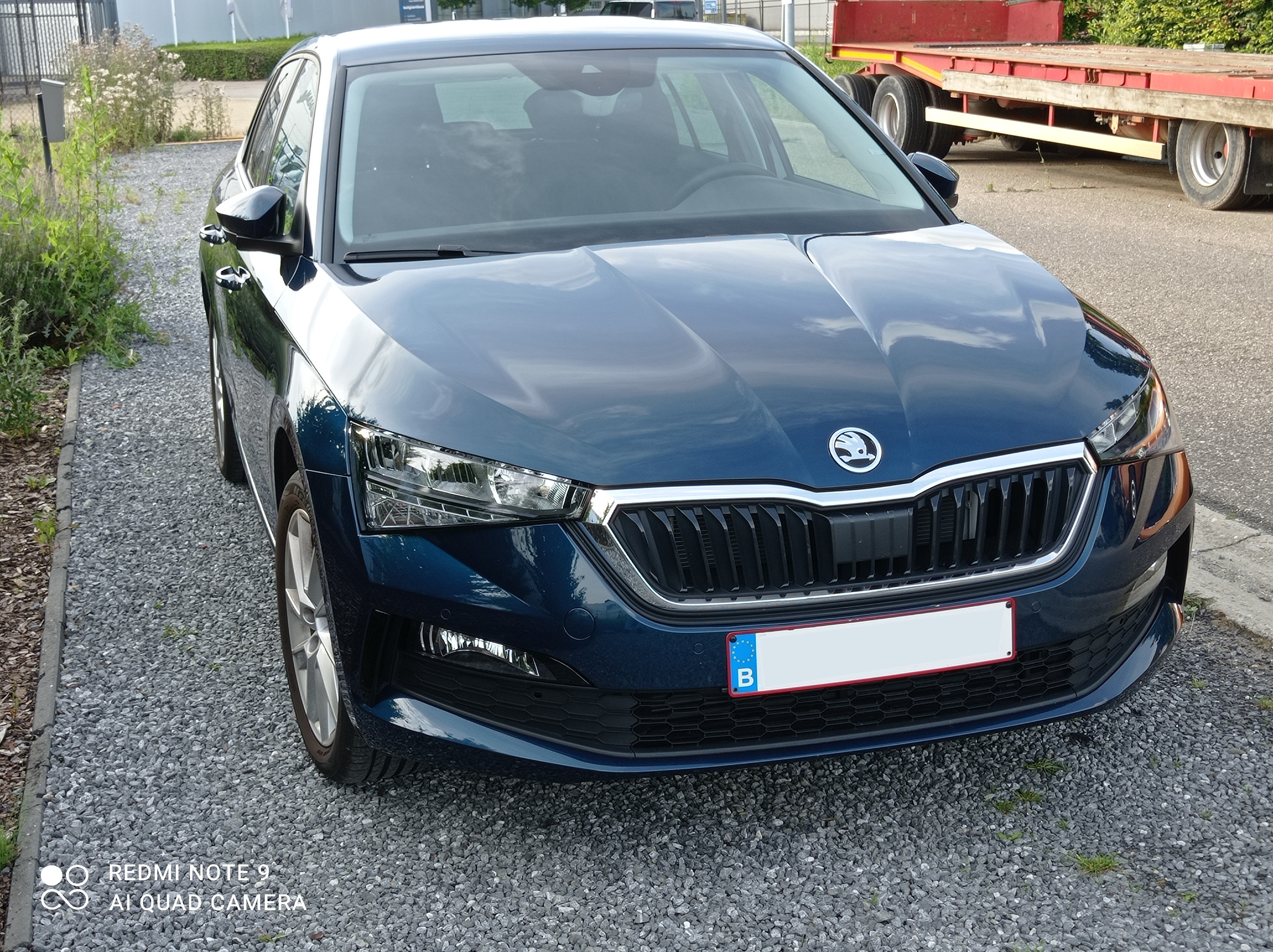
Škoda Scala
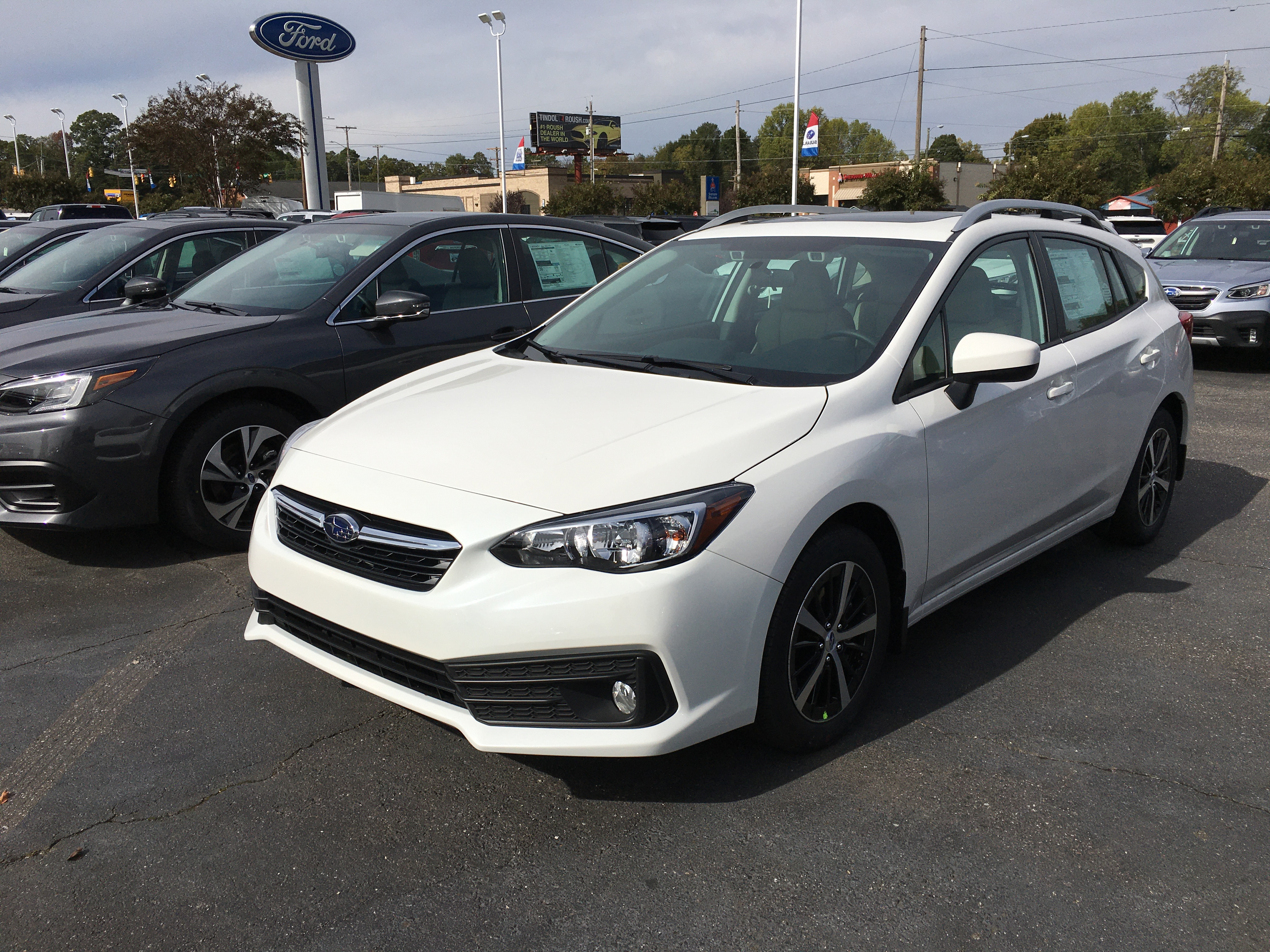
Subaru Impreza
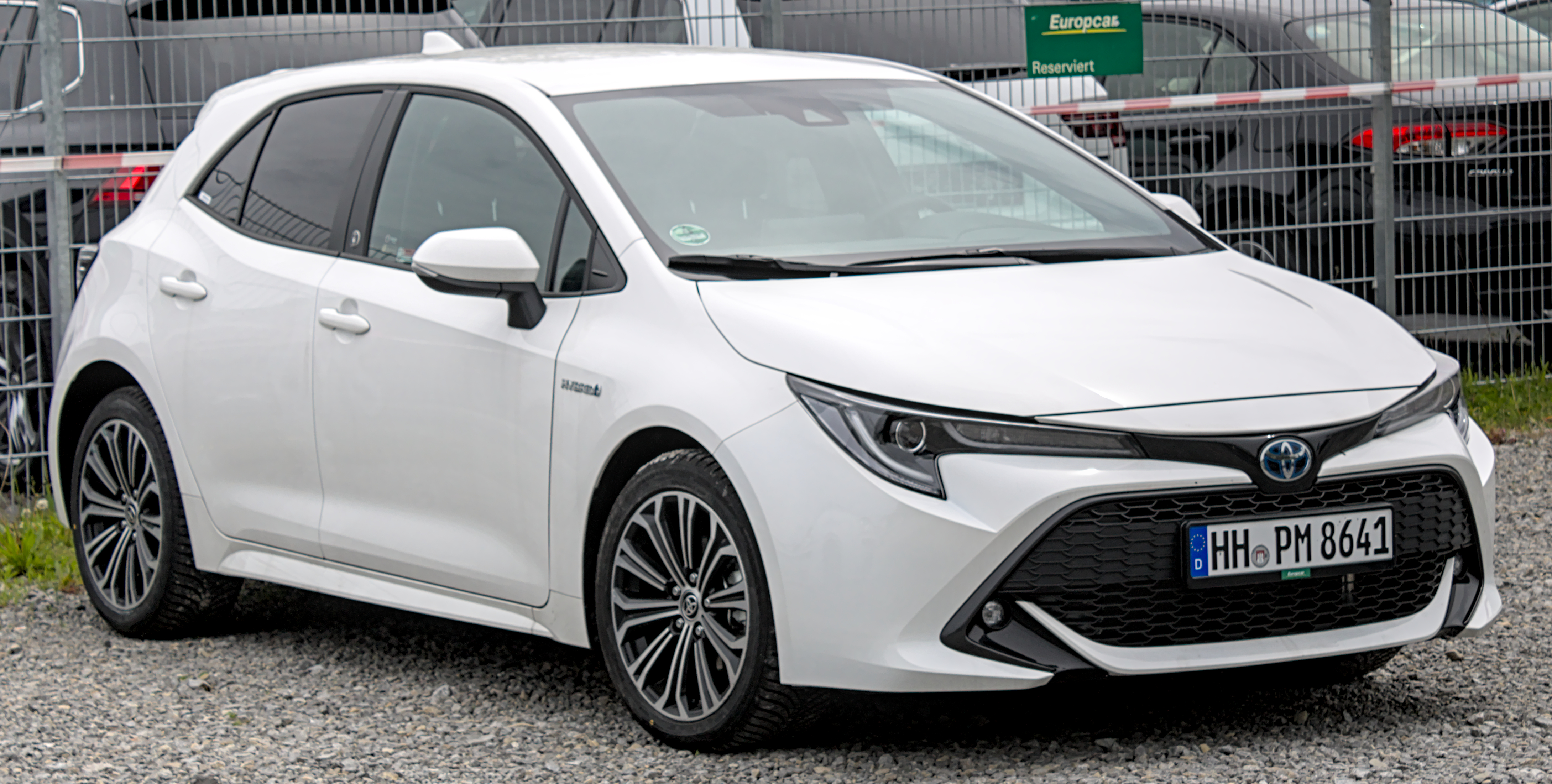
Toyota Corolla
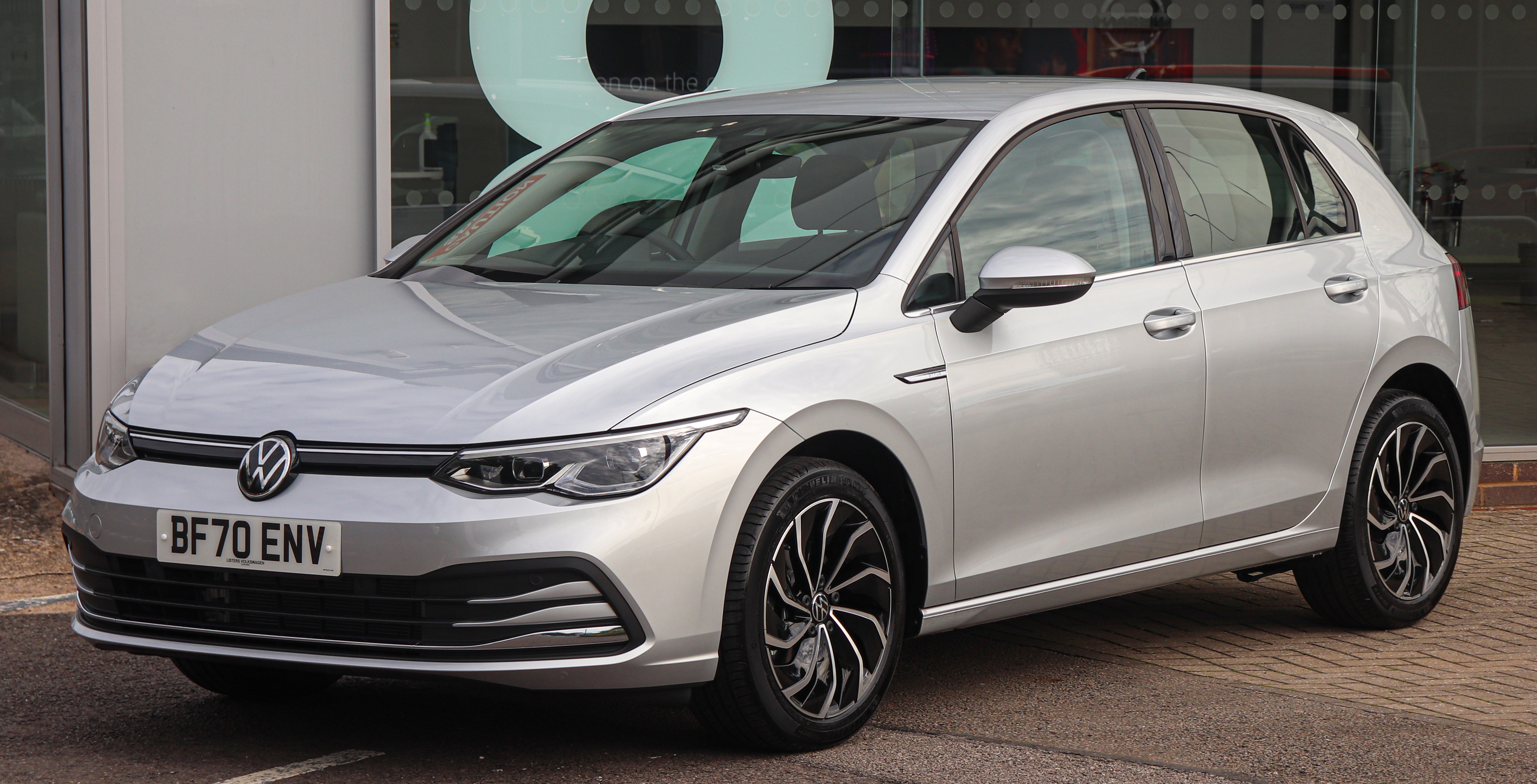
Volkswagen Golf
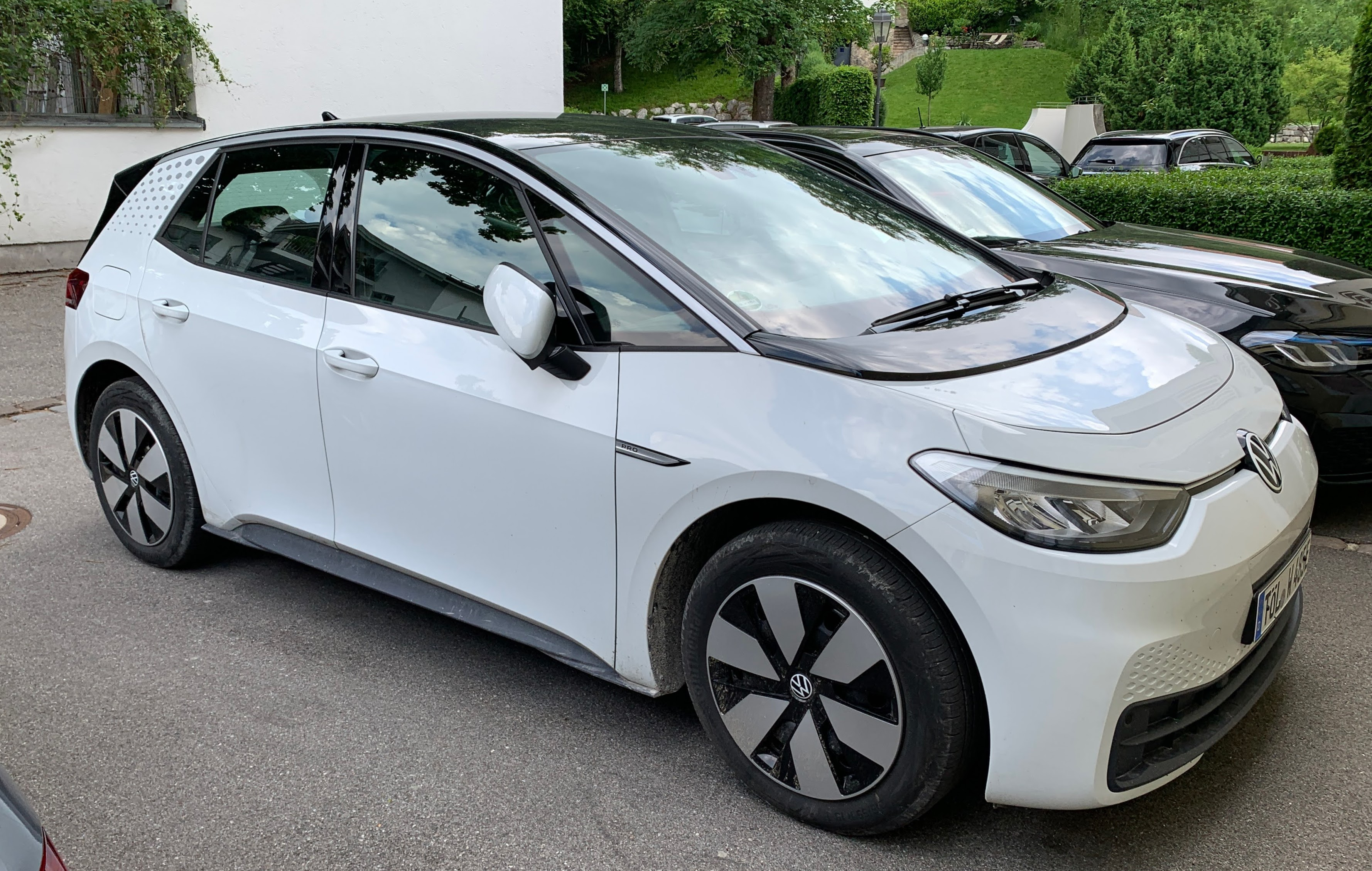
Volkswagen ID.3

### 1970-1979

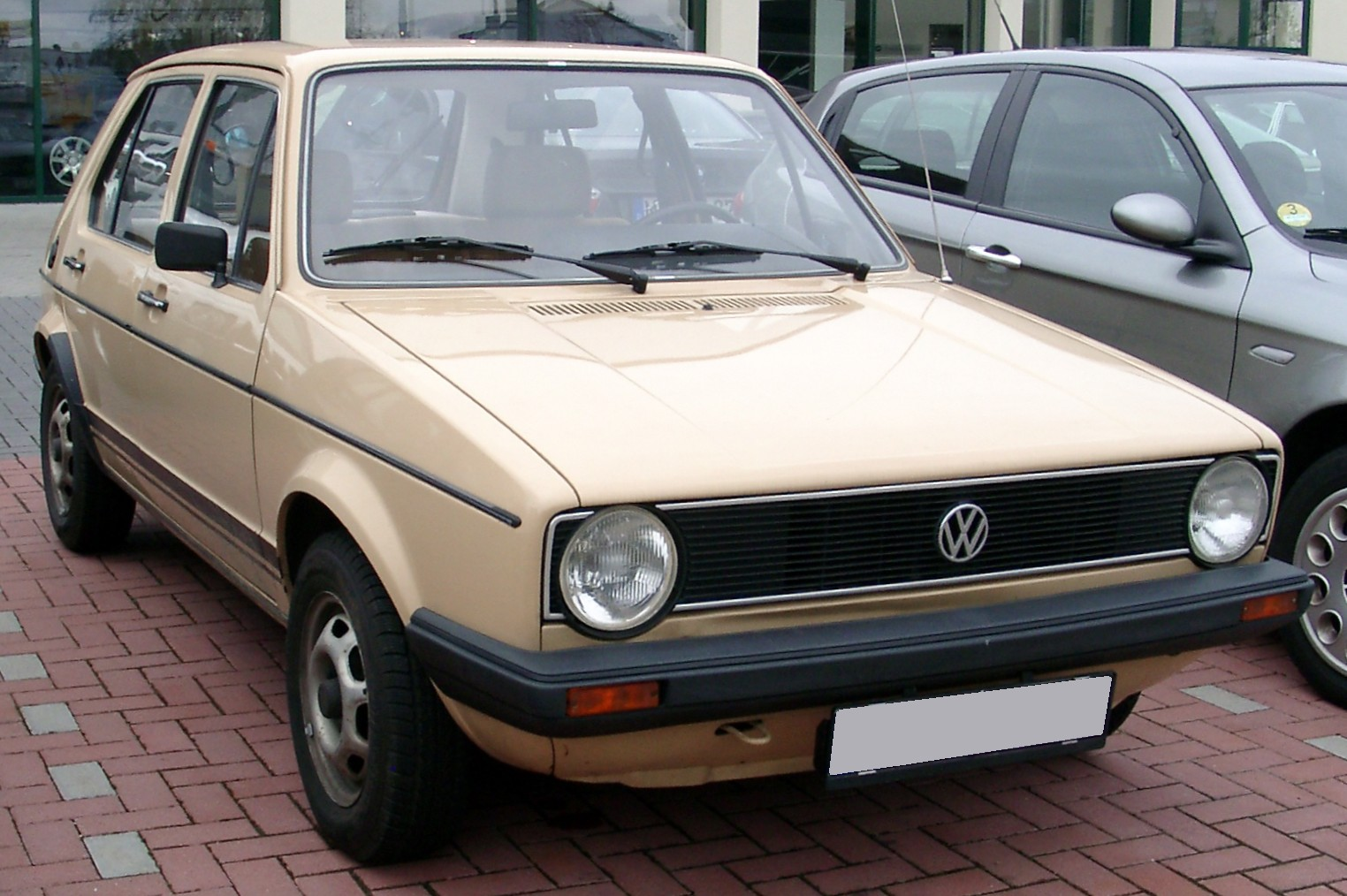
Volkswagen Golf I

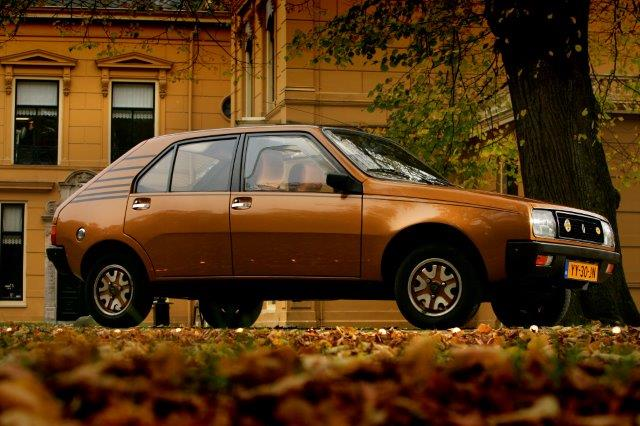
Renault 14

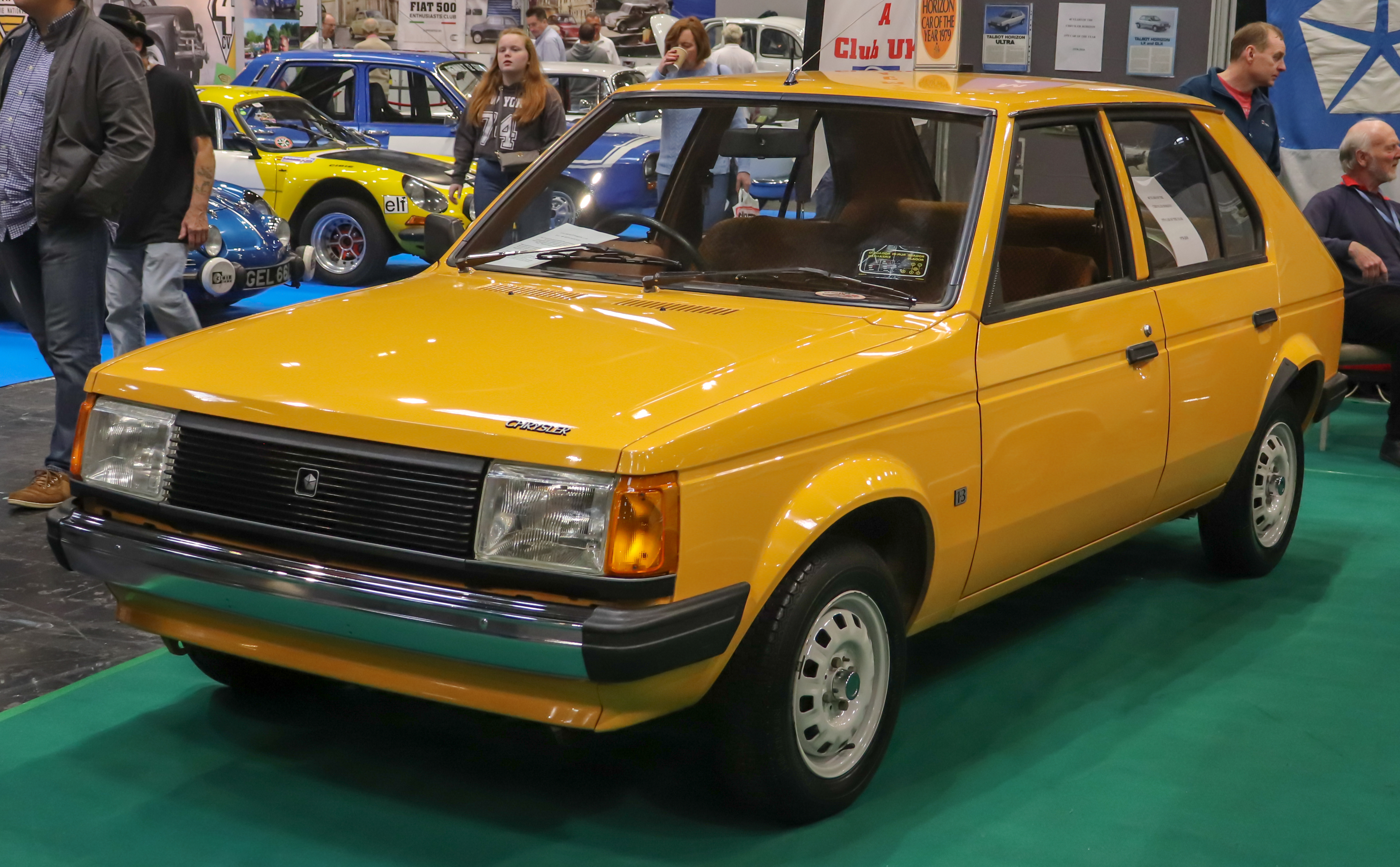
Simca-Talbot Horizon

### 1980-1989

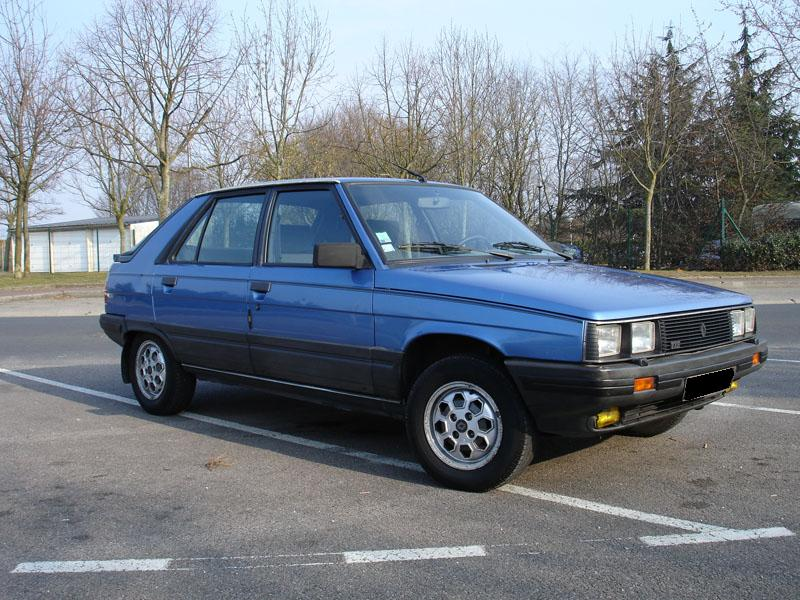
Renault 11

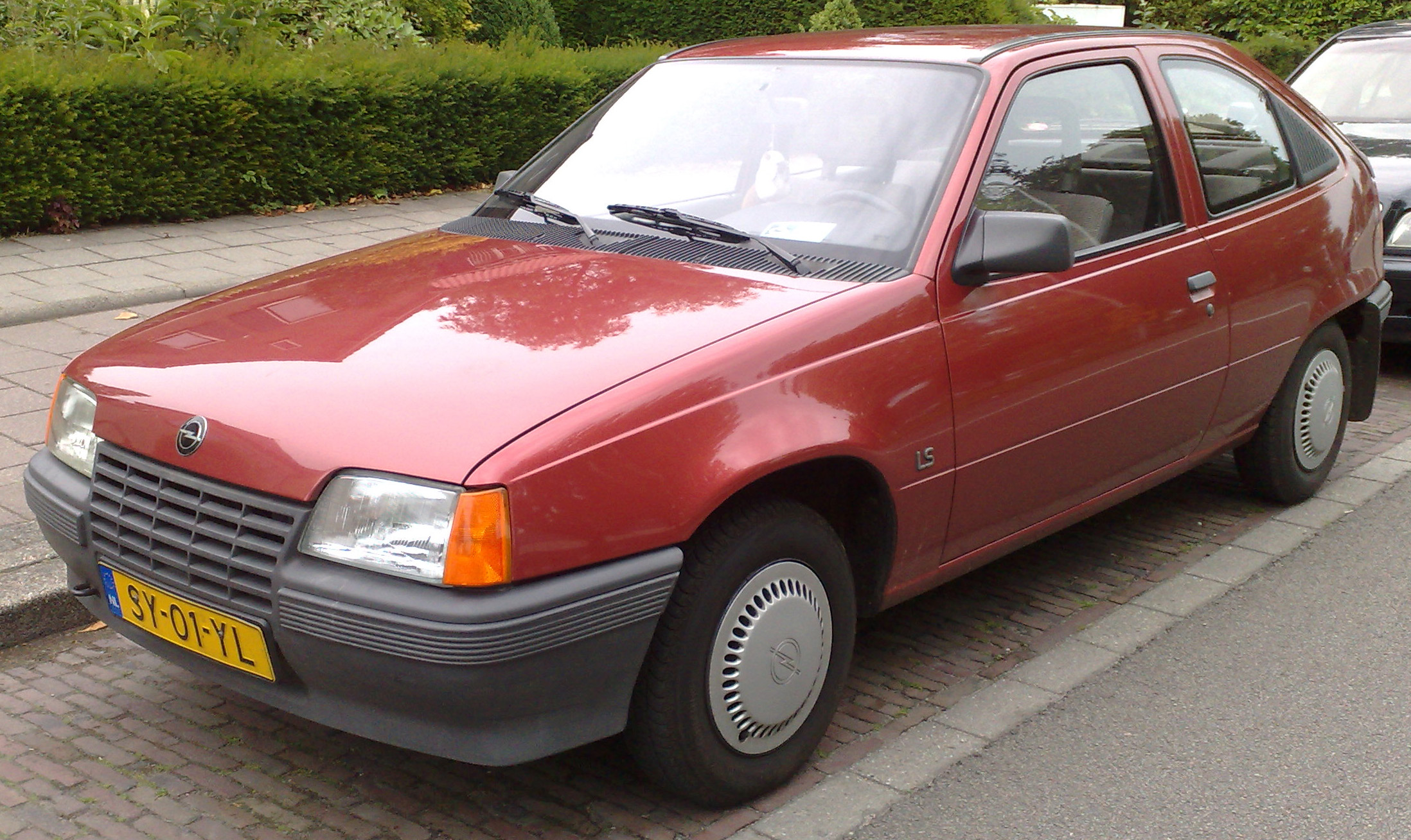
Opel Kadett

## Modèles passés

### 1990-1999
- Audi A3
- Citroën Xsara / Citroën ZX
- Chrysler Neon
- Dodge Neon
- Seat Ibiza
- Peugeot 306
- Honda Accord
- Opel Astra
- Saturn Astra

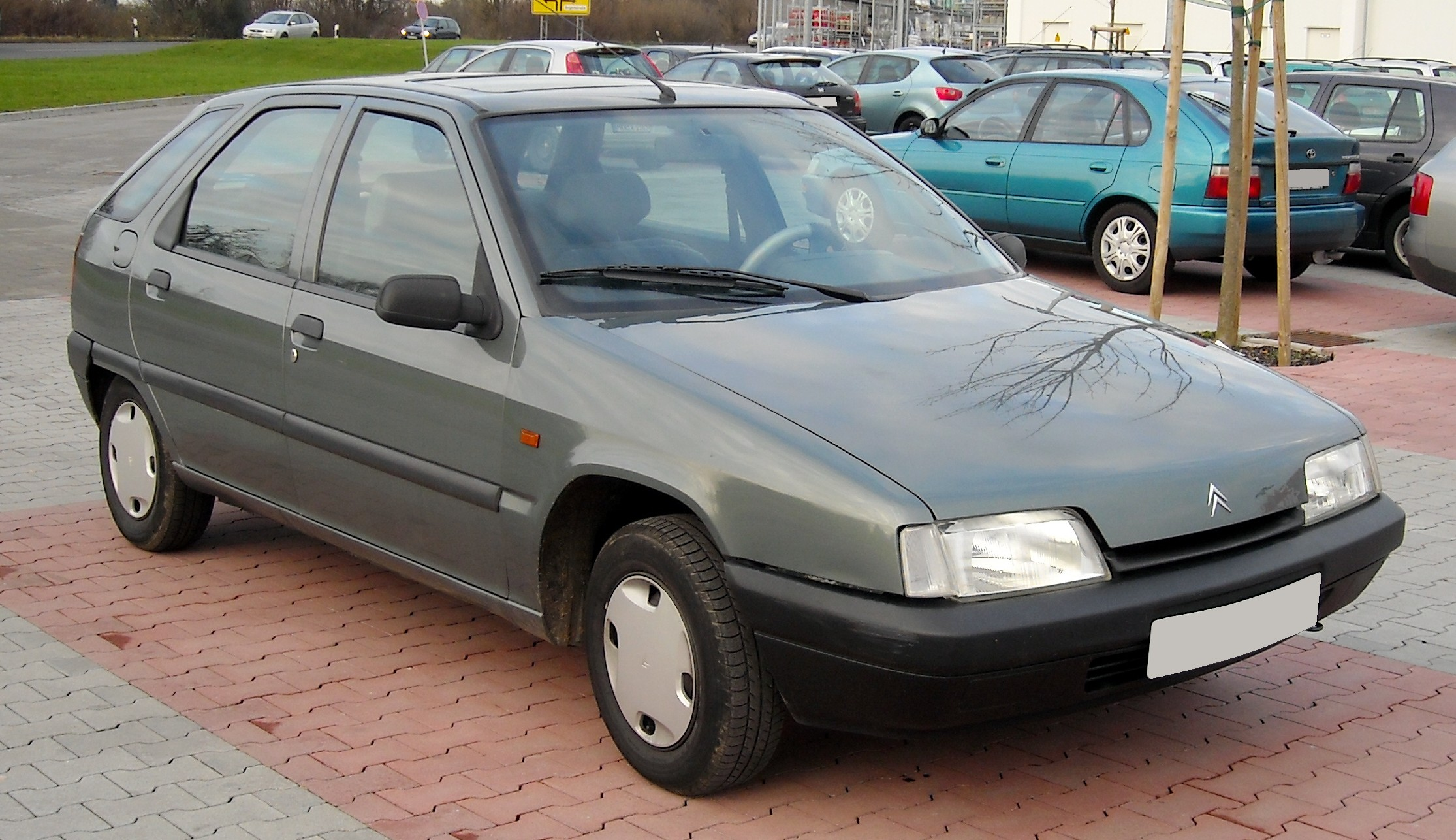
Citroen ZX

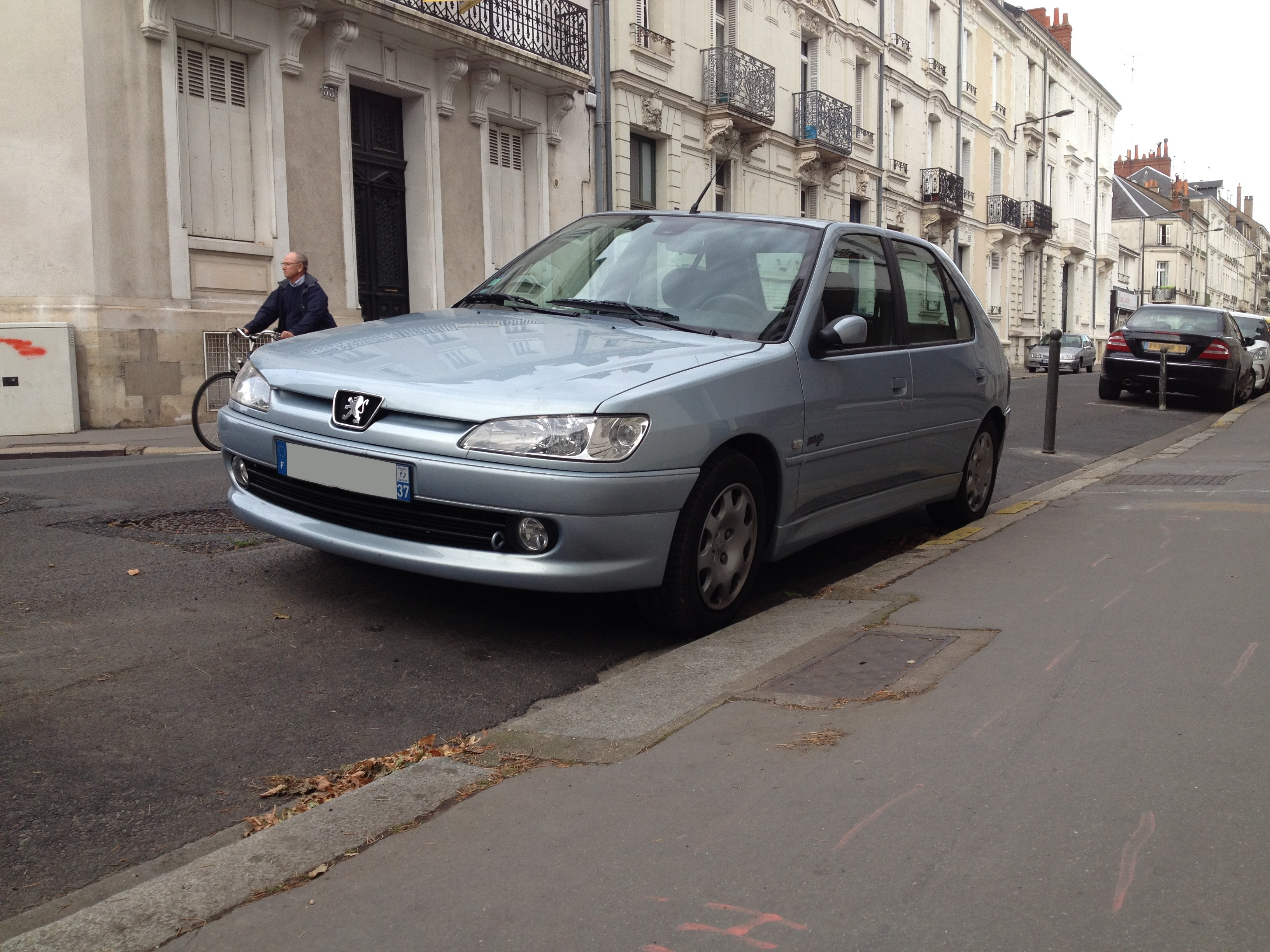
Peugeot 306

- Volkswagen Golf / Volkswagen Rabbit
- Toyota Corolla
- Renault Mégane
- Fiat Stilo
- Plymouth Neon
- Fiat Brava / Fiat Bravo / Fiat Marea
- Rover 400 / Rover 45